# Castelletto (Genova)
Castelletto (Castelletto /kasteˈletu/ in ligure) è un quartiere residenziale situato sulle alture che sovrastano il centro storico di Genova, compreso tra i quartieri Prè, Maddalena, Portoria e San Vincenzo a sud, Oregina a ovest e tre quartieri della Val Bisagno (San Fruttuoso, Marassi e Staglieno) a est.
Il popolamento intensivo del quartiere avviene progressivamente a partire dall’Ottocento, quando con la rivoluzione urbanistica iniziata su progetto di Carlo Barabino la collina venne individuata come area ideale per il quartiere residenziale borghese, poco distante dal centro e con un’invidiabile apertura panoramica sul centro abitato.

## Descrizione del quartiere
L'ex circoscrizione "Castelletto" fa parte del Municipio I Centro Est e comprende le unità urbanistiche "Castelletto", "Manin" e "San Nicola", che insieme hanno una popolazione di 27 290 abitanti (dato aggiornato al 31 dicembre 2022).
La strada principale è la Circonvallazione a monte,  una delle più importanti realizzazioni nella moderna urbanistica genovese, che sale alla zona di S.Nicola (dalla chiesa omonima) e al colle di Montegalletto. Nella prima metà di strada partendo da piazza Manin (est) gli edifici seguono il gusto sobrio ed elegante del Barabino; nella seconda – realizzata nella seconda metà dell’Ottocento – vediamo affermarsi il gusto eclettico di moda con architetti come Gino Coppedè, che a Genova lavorò moltissimo (suoi Castello Bruzzo in via Piaggio, Castello Mackenzie presso Manin, che ricalca forme gotiche, ancora il Castello di Via Sivori e tanti altri...), o le suggestioni medievaleggianti della dimora del Capitano De Albertis (il castello omonimo che si trova alla fine del corso).

### Toponimo
Il quartiere prende il nome dal "Castelletto", un fortilizio in posizione dominante sul centro di Genova, per secoli cuore della difesa cittadina, di cui si hanno notizie fin dal X secolo, più volte distrutto e ricostruito e definitivamente smantellato nella seconda metà dell'Ottocento.

## Territorio
Il territorio dell'ex circoscrizione di Castelletto si estende nella zona collinare alle spalle del centro storico di Genova, occupando la parte alta delle vallette di tre piccoli rivi, oggi tombinati, che scorrono sotto le vie del quartiere (il rio Carbonara, il rio Sant'Anna e il rio Torbido). La massiccia urbanizzazione di quest'area, rimasta per secoli all'esterno delle mura cittadine ed inglobata nella cerchia difensiva solo nel Seicento con la costruzione delle Mura Nuove, risale alla seconda metà dell'Ottocento. 
La delimitazione del quartiere verso il centro cittadino segue quello che fu il percorso delle mura trecentesche, comprendendo tutta la zona a monte di corso Dogali, corso Carbonara, piazza del Portello, piazza Corvetto e via Serra. Verso la Val Bisagno la delimitazione è costituita dal lato orientale delle seicentesche mura nuove, dalle mura dello Zerbino fino al Forte Castellaccio. L'asse di salita S. Barnaba e via Castellaccio divide Castelletto dal quartiere di Oregina.
Il principale asse di attraversamento è rappresentato dai viali alberati della circonvallazione a monte, mentre le vie più importanti che consentono di raggiungere il quartiere dalle altre zone della città sono via Montaldo (da Marassi), Corso Montegrappa (da S. Fruttuoso), via Assarotti (da Piazza Corvetto, nel quartiere di Portoria), via Brignole-De Ferrari (da Piazza della Nunziata), Salita della Provvidenza e via Sant'Ugo (dalla zona della stazione Principe). Altre vie di accesso di minore importanza sono via Palestro (da piazza Corvetto), via Martin Piaggio-Via Bertani (da Piazza Corvetto; senso unico discendente) e via Caffaro (da piazza del Portello).
Il quartiere è frequentato dai turisti per le viste panoramiche che offre della città, in particolare dal belvedere Luigi Montaldo e dall'altura del Righi, poco sotto al Forte Castellaccio, raggiungibile con la funicolare, inaugurata nel 1897.

## Storia

### Le origini
(Agostino Giustiniani, Annali della Repubblica di Genova, 1537)
Così il Giustiniani, vescovo e storico, descriveva la zona nei suoi "Annali", all'inizio del Cinquecento.
Prima della grande espansione urbanistica dell'Ottocento nell'area collinare esterna alle più antiche cinte murarie cittadine si trovavano solo piccoli borghi, conventi e ville suburbane appartenenti a famiglie patrizie genovesi. Il celebre annalista nomina diversi borghi, in parte ancora riconoscibili, pur se inglobati nel tessuto urbano del moderno quartiere:
- Carbonara, si trova nella valletta formata dall'ominomo rivo, dove un secolo più tardi sarebbe stato edificato l'Albergo dei Poveri; corrisponde all'attuale unità urbanistica di S. Nicola.
- Castelletto, centro del moderno quartiere, era allora formato dalle poche case allineate lungo la salita S. Gerolamo, immediatamente a monte della storica fortezza costruita sul monte Albano.
- Chiappe, la zona più alta del quartiere, oggi chiamata Righi.
- Bachernia, borgo formato dalle antiche case attorno alla chiesa di S. Anna, raggiungibile da corso Magenta per la breve salita omonima; la piazza sulla quale si affaccia la chiesa, appartata e silenziosa, conserva inalterata l'atmosfera del primo Ottocento. Dalla piazza la crêuza continua in salita verso le mura di S. Erasmo con il nome di "Salita Bachernia".
- San Rocco, borgo formato dalle case allineate lungo la ripida "Salita superiore S. Rocchino", che da corso Solferino raggiunge la chiesa di S. Bernardino e l'omonima porta nelle mura seicentesche.
- Morteto, detto anche Mirteto o Multedo, si trova nella zona di piazza Manin; richiamato dalla moderna toponomastica con i nomi di "Salita Multedo" e "Passo Multedo".

### La fortezza di Castelletto
La collina di Castelletto, anticamente chiamata Monte Albano, è stata da sempre considerata una postazione strategica per il controllo della città e del porto.

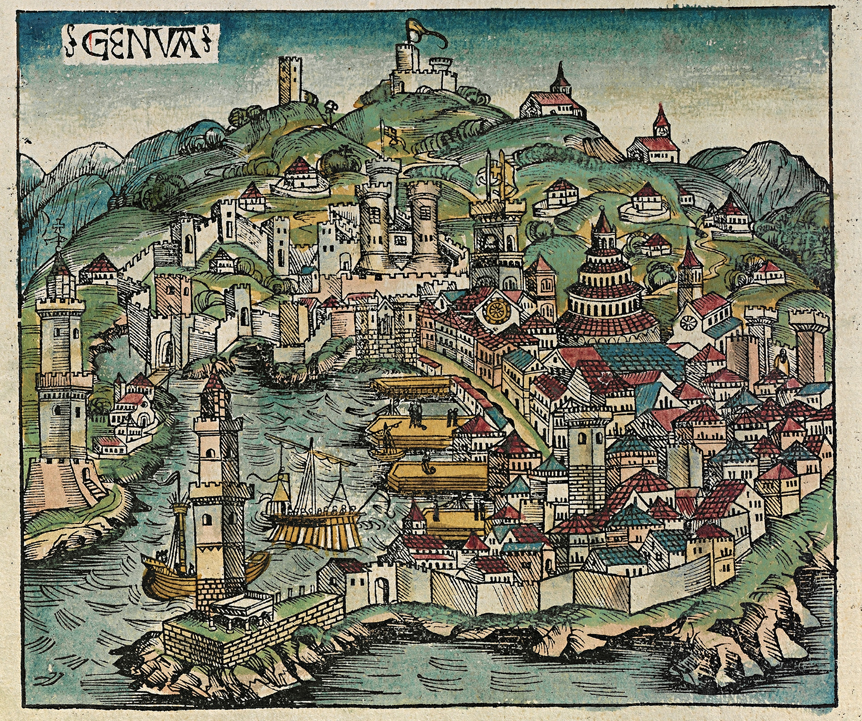
Veduta di Genova intorno al 1490: il Castelletto, al centro dell'immagine, domina la città con le sue possenti torri

Le prime notizie di una fortezza in questo sito risalgono al 952, nel 1161 fu costruita la prima torre. Nel 1402 fu ricostruita, ampliando la primitiva fortificazione, dal maresciallo Boucicaut, governatore di Genova durante l'occupazione francese, che ne fece la sede del governatorato.
Nel 1528, dopo che Genova ebbe riacquistato l'indipendenza, il Castelletto, simbolo e strumento di oppressione straniera, fu distrutto dal popolo e due anni più tardi le sue rovine furono completamente smantellate.
Quasi tre secoli più tardi, nel 1819, il governo sabaudo, principalmente allo scopo di tenere sotto controllo eventuali rivolte della popolazione, affidò all'ingegnere militare Giulio Andreis, direttore del Genio Militare a Genova, una nuova ricostruzione della fortezza, che venne definitivamente rasa al suolo dal popolo in rivolta durante l'insurrezione del 1849.
L'area venne poi in parte frazionata e venduta in lotti edificabili, sui quali a partire dagli anni cinquanta dell'Ottocento furono realizzate case di abitazione signorili; il piazzale antistante questi condomini (Belvedere Luigi Montaldo) offre un'ampia vista sul centro storico di Genova e sul porto.

### L'Ottocento
Anche dopo la costruzione sui crinali delle “Mura Nuove“, nel XVII secolo, tra queste e la cerchia del Cinquecento, immediatamente a ridosso della città medioevale, rimase un ampio spazio scarsamente abitato, che tale sarebbe rimasto fino alla grande espansione urbana avviata a partire dal 1850. La descrizione dei luoghi fatta dal Casalis nella prima metà dell'Ottocento non appare molto dissimile da quella del Giustiniani di tre secoli addietro; nel "Dizionario geografico, storico, statistico e commerciale degli stati di S.M. il Re di Sardegna" lo storico piemontese, parlando del sestiere genovese di San Vincenzo, in cui era allora compresa l'area di Castelletto, si sofferma soprattutto sulle numerose ville signorili, le chiese, i conventi e le sedi degli enti caritativi presenti nella zona.

#### L'espansione urbanistica ottocentesca
Già fra la fine del XVI e l'inizio del XVII secolo era stata proposta una lottizzazione dell'area compresa tra l'attuale piazza Corvetto e la fortezza di Castelletto, prevedendo la costruzione, all'esterno della cinta muraria cinquecentesca, di “poco meno di quaranta palazzi, tutti principali, tutti posti tra loro in squadra, tutti con giardini con acqua corrente, con sole, con vista et prospettive mirabili.“
La proposta non ebbe a quel tempo alcun seguito, e solo due secoli dopo, con il “Piano di ampliamento delle abitazioni“ predisposto nel 1825 da Carlo Barabino fu pianificata un'espansione collinare residenziale, poi realizzata intorno alla metà del secolo, con l'edificazione dei primi caseggiati lungo le nuove vie Assarotti, Palestro e Caffaro.
L'urbanizzazione della zona proseguì nei decenni successivi; negli anni ottanta dell'Ottocento, l'amministrazione municipale guidata dal sindaco Andrea Podestà fece realizzare la circonvallazione a monte, la serie di viali in quota che collegano tra loro le varie vie di risalita dal centro cittadino. Nell'ultimo decennio del secolo per migliorare l'accesso ai nuovi quartieri residenziali furono realizzate le due funicolari di Sant'Anna e del Righi, nel 1909 entrò in funzione il primo ascensore pubblico da piazza del Portello al belvedere Montaldo (denominato Castelletto Levante), a cui seguirono nei decenni successivi quelli di Castelletto Ponente e di corso Dogali.

## Monumenti e luoghi d'interesse

### Spianata di Castelletto
.

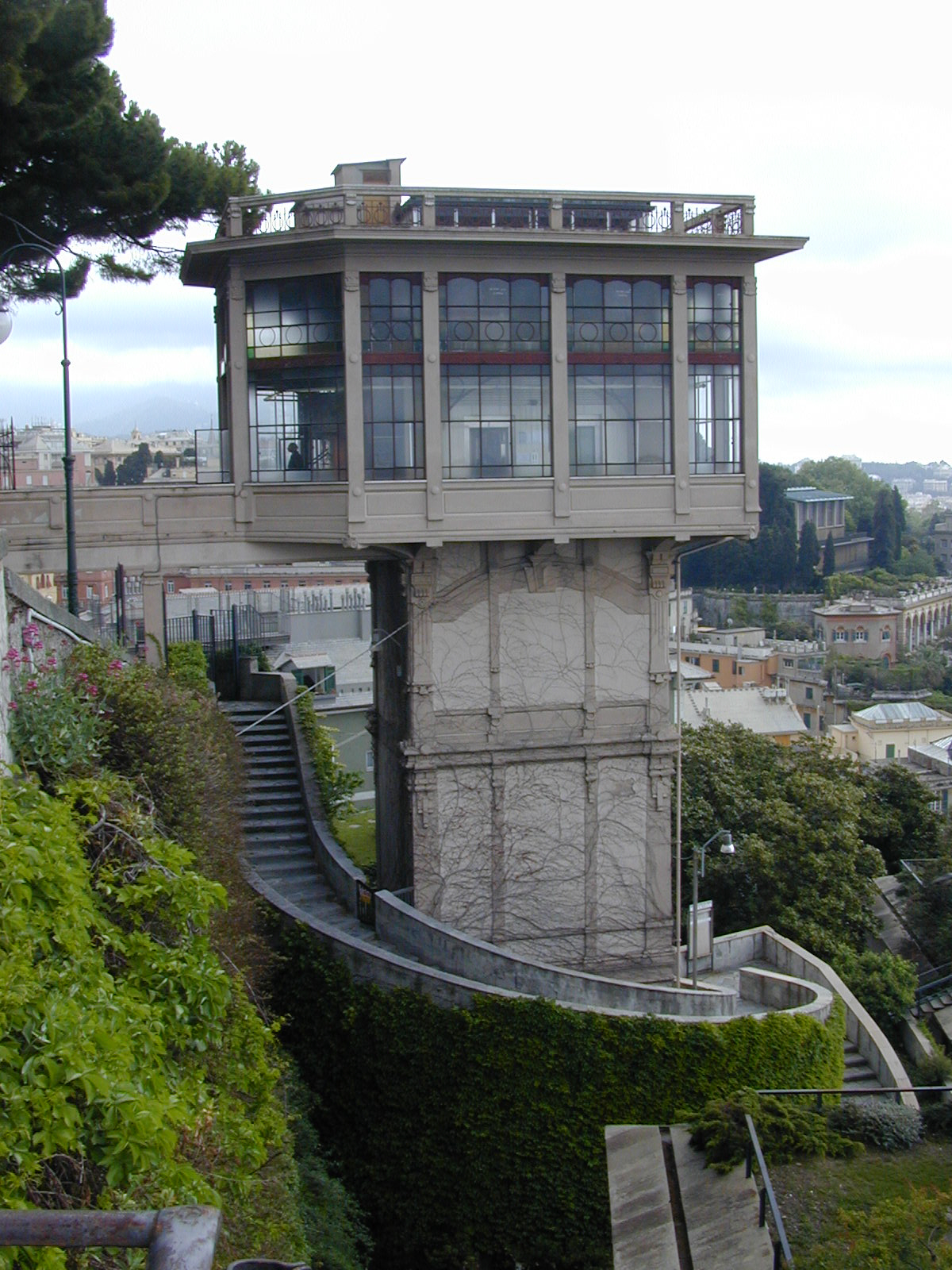
La stazione di arrivo dell'ascensore al belvedere Montaldo

L'area su cui sorgeva il Castelletto, divisa in lotti ed edificata alla metà dell'Ottocento, si estende tra la piazza Goffredo Villa e il belvedere Luigi Montaldo, terrazza panoramica affacciata sui tetti del centro storico, sul bacino del porto antico, sui palazzi di “Strada Nuova“ (via Garibaldi) e sui sottostanti edifici con giardini pensili che ospitano gli uffici comunali, disegnati negli anni cinquanta da Franco Albini. Questa veduta panoramica, pubblicizzata da storiche foto del primo Novecento, è oggi una delle più conosciute ed autentiche immagini di Genova.

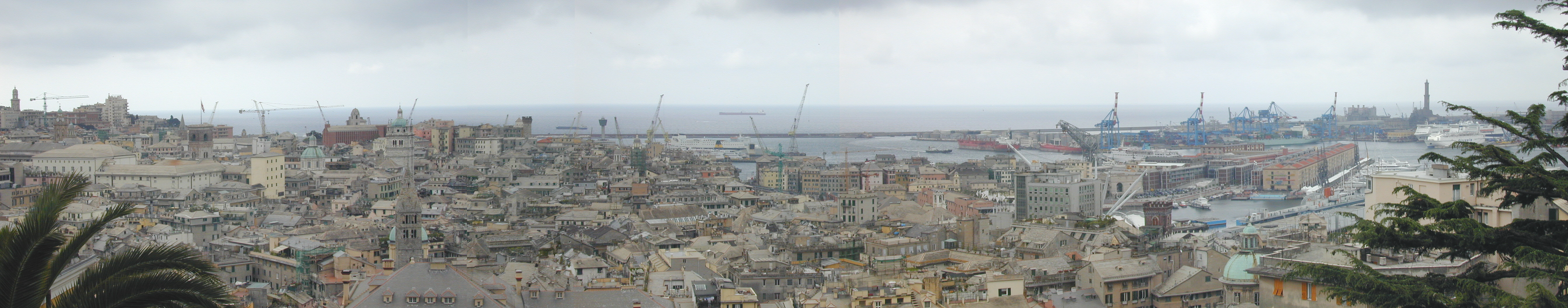
Panorama sul centro storico dal belvedere Montaldo. Nell'immagine si distinguono da sinistra il Palazzo Ducale con la Torre Grimaldina, la Torre Embriaci, il campanile gotico a bande orizzontali bianche e nere della Cattedrale di San Lorenzo e quello romanico della chiesa di S. Maria delle Vigne, l'area del porto antico, con i Magazzini del Cotone e il Bigo, e sullo sfondo la Lanterna

In piazza Goffredo Villa è collocato il monumento ai Caduti del sestiere di S. Vincenzo Alto, come era chiamata l'area di Castelletto fino agli anni venti del Novecento; opera giovanile di Francesco Messina, fu realizzata in bronzo tra il 1923 e il 1925 e rappresenta tre soldati nell'atto di lanciare bombe a mano.
Il belvedere Montaldo è collegato alla piazza del Portello con un ascensore pubblico, entrato in servizio nel 1910, la cui stazione di arrivo è ospitata in un caratteristico chiosco vetrato in stile liberty.

#### Vedute dalla Spianata di Castelletto
Immagini d'epoca riprese dal lato di ponente della spianata, confrontate con l'attuale veduta. Le fotografie riprendono il porto con la Lanterna, il quartiere di S. Teodoro e lo scomparso colle di S. Benigno che chiudeva a ponente l'area cittadina.

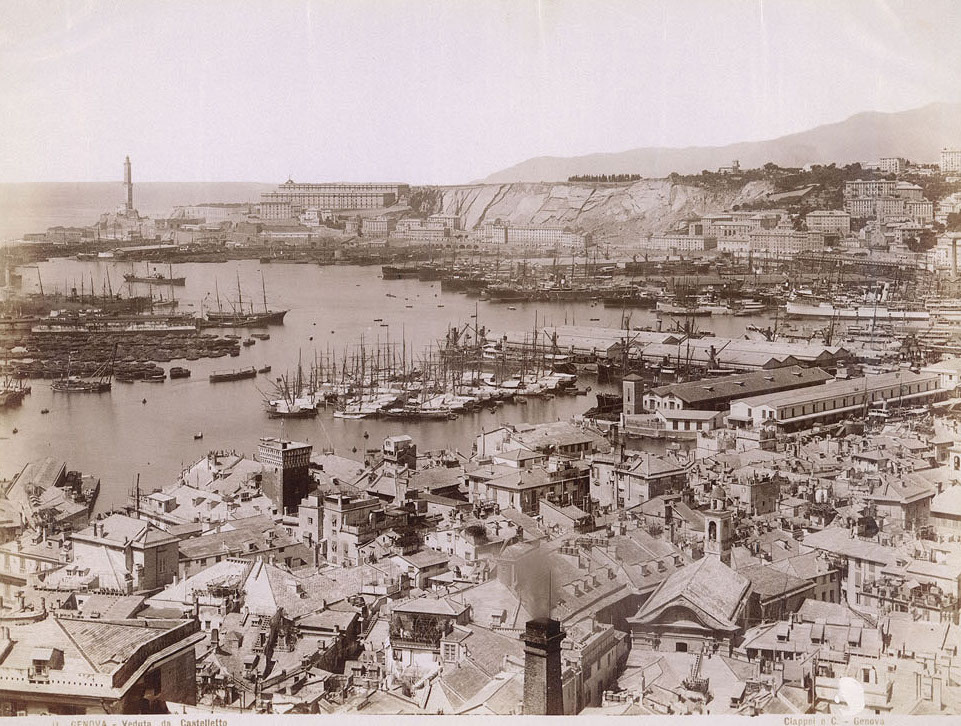
Fotografia di Francesco Ciappei (seconda metà dell'Ottocento)
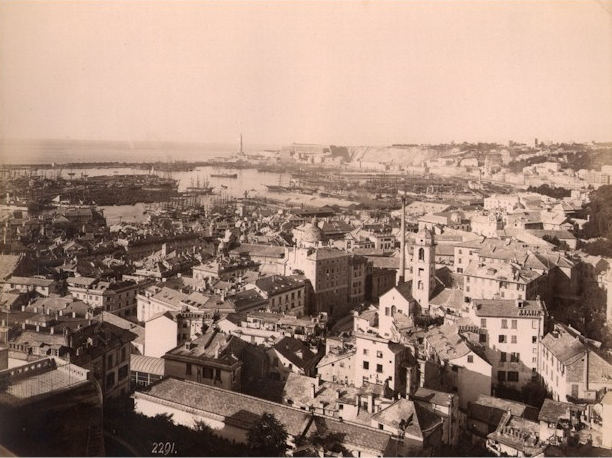
Fotografia di Alfred Noack (1890 circa)
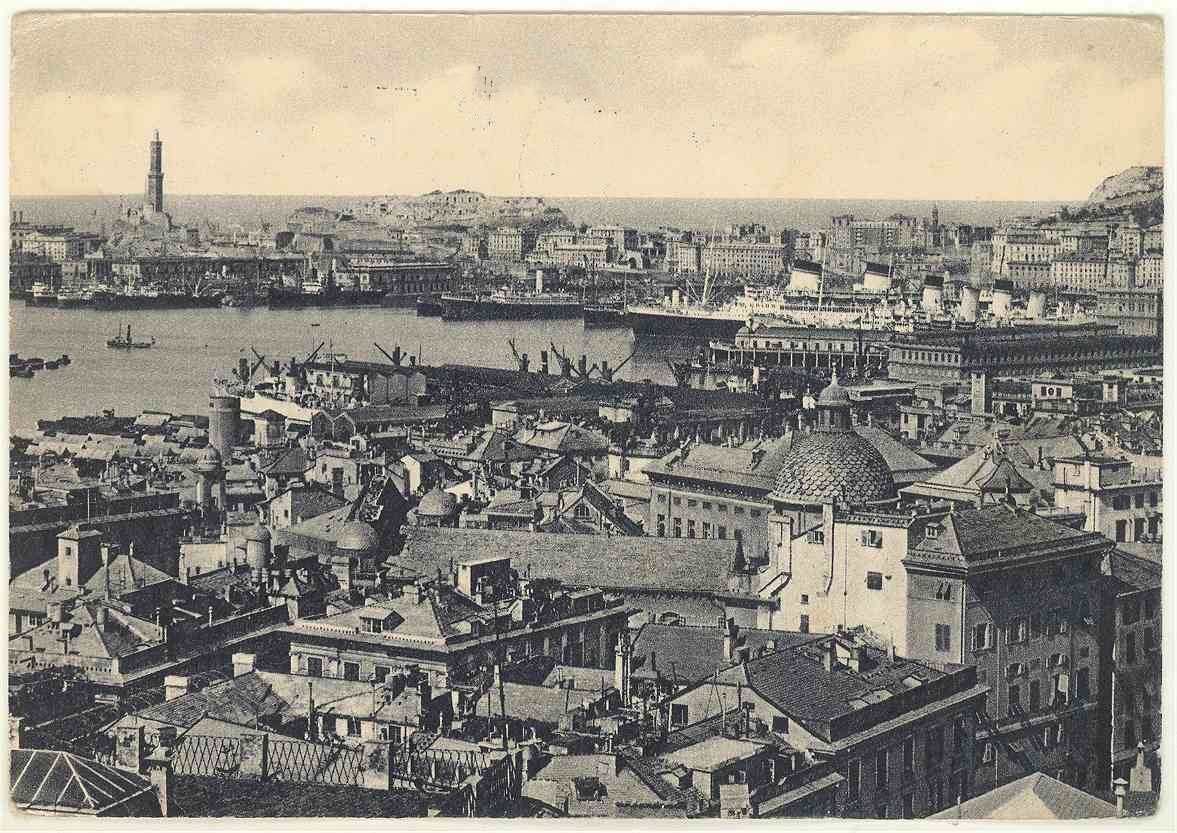
Panorama nel 1941
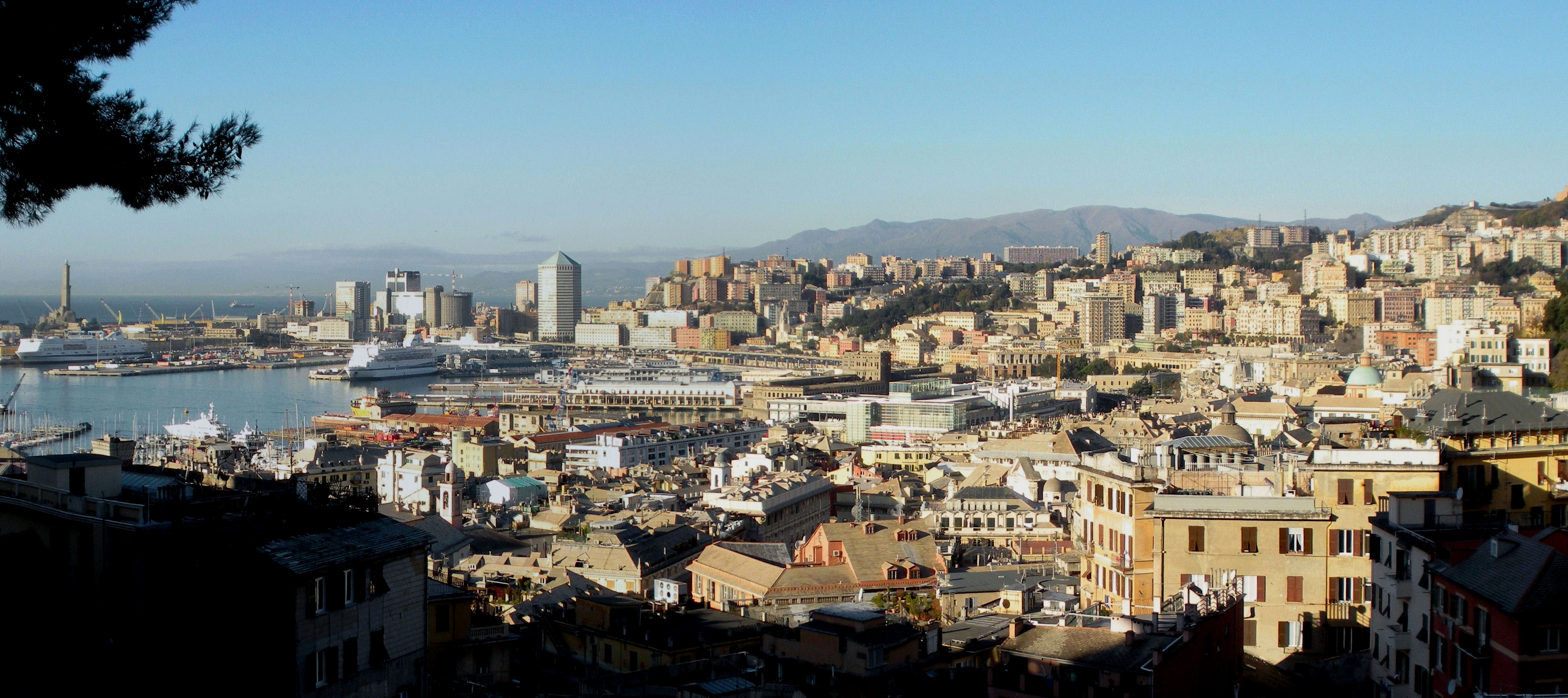
Veduta attuale (dicembre 2011)

### Righi
Il quartiere collinare del Righi si trova a 302 m s.l.m. sul crinale che divide la vallata del Lagaccio dalla Val Bisagno, nei pressi della Porta Chiappe, aperta nelle seicentesche Mura Nuove ed a poca distanza dal Forte Castellaccio e dalla Torre Specola. Vi si trovano diversi ristoranti, un osservatorio astronomico e il seminario di Genova. La località, un tempo chiamata Chiappe, o Porta Chiappe, dai primi decenni del Novecento fu comunemente chiamata Righi, dal nome di uno storico ristorante, oggi non più esistente, che aveva mutuato il nome dalla celebre montagna svizzera.
Tradizionale meta di genovesi e turisti, per gli ampi panorami che offre sulla città, sul porto, la Val Bisagno e le riviere, il Righi può essere raggiunto anche in automobile, percorrendo da piazza Manin la strada costruita lungo il camminamento delle mura, oppure da varie strade che risalgono la collina dalla “circonvallazione a monte“ o dal vicino quartiere di Oregina, ma il mezzo più caratteristico è la storica funicolare in partenza dal largo della Zecca, ricordata da una poesia di Giorgio Caproni dal titolo “Stanze della funicolare“. Al poeta livornese è intitolato lo slargo davanti alla stazione di arrivo della funicolare.
Nella popolare canzone “Ma se ghe penso”, il Righi è uno dei luoghi di Genova rievocati con nostalgia da un genovese emigrato in Sudamerica (riveddo o Righi e me s'astrenze o chêu.).

### Architetture civili

#### Albergo dei Poveri

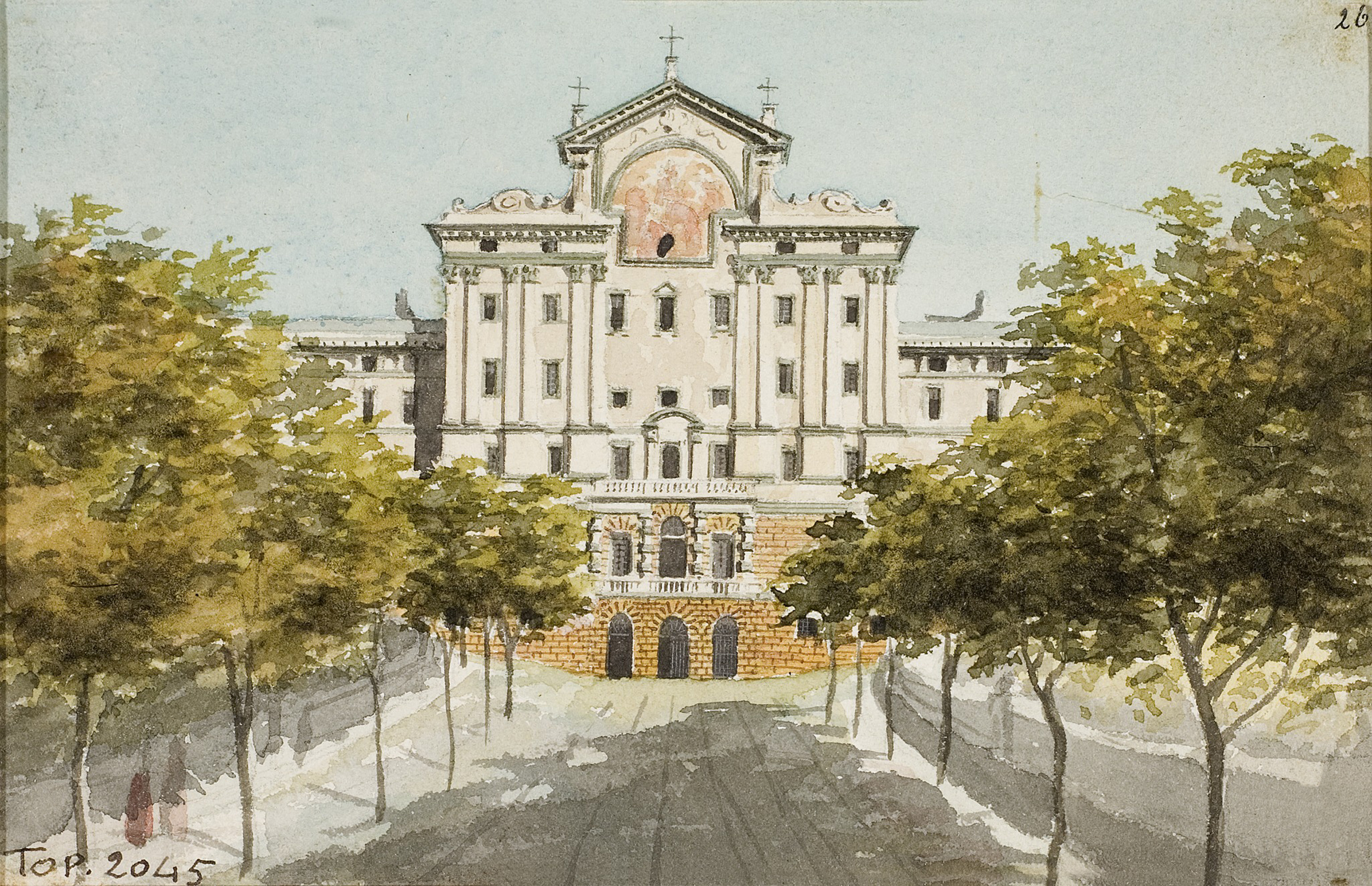
L'Albergo dei Poveri in un acquerello di Luigi Garibbo

L'Albergo dei Poveri è un grande edificio nella zona di Carbonara, destinato in origine ad offrire ricovero ai poveri della città, costruito nella seconda metà del Seicento per iniziativa di Emanuele Brignole, nell'ambito di una politica assistenziale volta a contenere la piaga della povertà che affliggeva larga parte della popolazione del tempo.

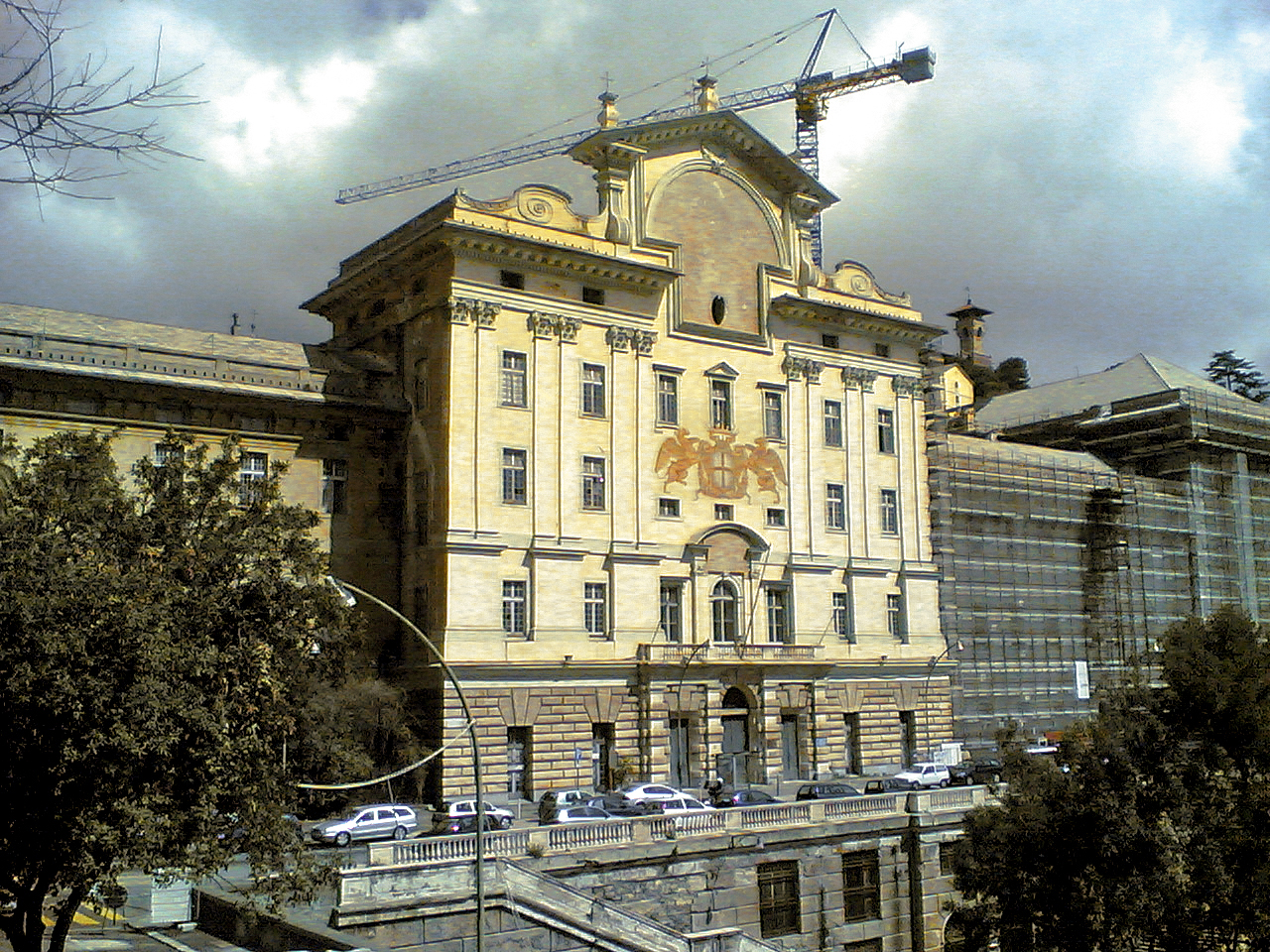
L'Albergo dei Poveri durante i lavori di ristrutturazione del 2005

La fondazione del complesso risale al 1655, ma i lavori per varie ragioni si protrassero per circa quarant'anni. Il progetto iniziale è attribuito a Stefano Scaniglia e Giovanni Battista Ghiso, ma secondo altre ipotesi vi cooperarono anche altri architetti (P.A. Corradi, G. Gandolfo e A. Torriglia).
L'edificio, con una lunga facciata (175 m), ha pianta quadrata, divisa in quattro settori, ciascuno con un proprio cortile, da padiglioni a croce. Un'articolata suddivisione prevedeva settori per uomini, donne, ragazzi e invalidi. La chiesa, invisibile dall'esterno, si trova al centro dei padiglioni. Intitolata all'Immacolata Concezione, è parrocchiale, con giurisdizione unicamente sull'istituto stesso, come stabilito con un decreto del 1664 del cardinale Stefano Durazzo.
La struttura, in grado di ospitare fino a 1 800 persone, occupa un'area di 19600 m²; con la sua costruzione si rese necessaria la sistemazione idraulica del rio Carbonara, che vi scorre al di sotto.
Numerose statue, busti e targhe ricordano coloro che con finanziamenti o lasciti contribuirono alla costruzione e al mantenimento dell'ospizio, che conserva anche numerose opere d'arte (tra cui opere di Pier Francesco Sacchi, Giovanni Bernardo Carbone, Giovanni Andrea De Ferrari, Orazio De Ferrari, G.B. Paggi, Pierre Puget, Castellino Castello e G.B. Carlone, autore anche dell'affresco in facciata).
L'Albergo dei Poveri, ancora attivo come ricovero di mendicità nella prima metà del Novecento, fu poi trasformato in casa di riposo. Nel 1985 fu assegnato all'Università di Genova, che dal 1995 vi ha insediato la facoltà di Scienze politiche.

#### Conservatorio Fieschi

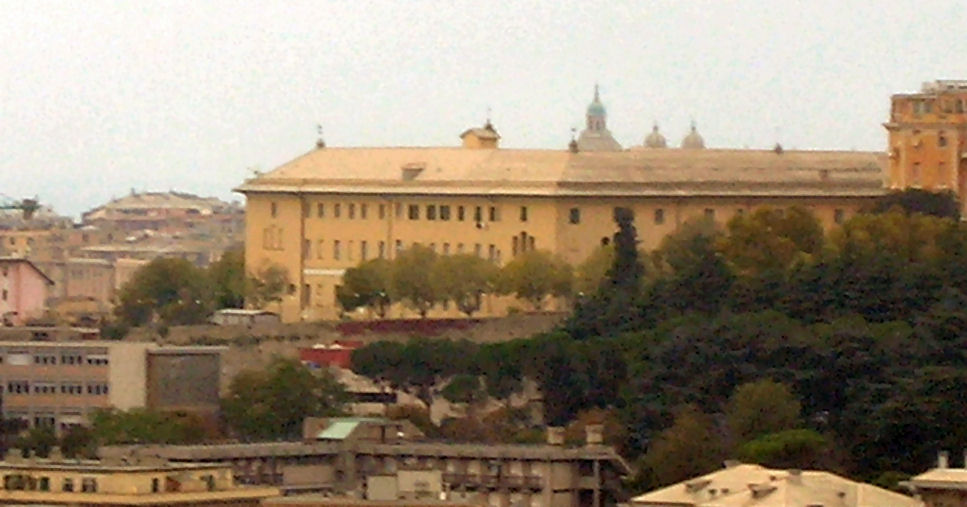
La massiccia struttura del Conservatorio Fieschi

All'estremità orientale del quartiere, in posizione dominante, sopra le mura dello Zerbino, si trova il grande edificio che per quasi due secoli ha ospitato il cosiddetto "Conservatorio Fieschi", fondato per volontà del conte Domenico Fieschi.
Il nobile genovese, morto nel 1762, aveva disposto nel suo testamento l'istituzione di una fondazione per l'accoglienza e la formazione di giovani ragazze genovesi, alla quale aveva devoluto in eredità l'intero suo patrimonio.
Costruito tra il 1763 e il 1771 su progetto di Pietro Cantone, è costituito da un isolato composto da quattro corpi di fabbrica che si sviluppano attorno all'ampio cortile interno.
La chiesa, interna al complesso, ha due navate, ortogonali fra loro, una riservata al pubblico, l'altra alle ospiti dell'istituto; è sormontata da una cupola all'incrocio delle due navate.
Il Conservatorio dei Fieschi, che poteva accogliere fino a duecento ragazze ("di qualsivoglia condizione, e rango: purché di buona fama, e di onesti costumi", secondo le raccomandazioni del fondatore), operò fino agli anni trenta del Novecento. Le ragazze ospitate lavoravano a fare pizzi e ricami, ma soprattutto a fabbricare fiori artificiali molto apprezzati a quel tempo.
Dopo la guerra divenne sede di istituti scolastici. Ristrutturato nel 2008, è oggi una residenza universitaria gestita dall'ARSSU.

#### Parchi e ville suburbane
- Villetta di Negro è un piccolo parco collinare ricco di arbusti e piante ad alto fusto mediterranee ed esotiche, con sentieri, grotte artificiali ed una cascata (visibile anche dalla rotonda di Piazza Corvetto); il parco, progettato come orto botanico dal naturalista Ippolito Durazzo si estende sull'area del cinquecentesco bastione di S. Caterina. Nel 1802 fu acquistato dal marchese Gian Carlo Di Negro, che vi fece costruire una villa in stile neoclassico, che nel 1863, insieme al parco, divenne proprietà del comune di Genova. Al suo interno, nella moderna palazzina progettata da Mario Labò[20], che ha sostituito la villa, distrutta da un bombardamento nel 1942, è ospitato il Museo d'arte orientale Edoardo Chiossone in cui sono esposte più di 15000 opere e oggetti d'arte giapponesi, donati da Edoardo Chiossone al Comune di Genova.[6]
- Villa Gruber De Mari, ristrutturazione in stile neoclassico del cinquecentesco palazzo De Mari, del quale conserva la massiccia torre quadrata; il parco della villa, sistemato all'inglese, con boschetti e radure, è oggi un giardino pubblico. La villa ha ospitato tra il 1979 e il 1997 il "Museo Americanistico F. Lunardi" in cui erano esposte collezioni archeologiche delle civiltà precolombiane[21], trasferite dal 2004 nel Museo delle culture del mondo del Castello d'Albertis. L'adiacente chiesa abbazia di Santa Maria della Sanità era in origine una chiesa abbaziale annessa alla villa.[6][9]
- Villa Pallavicino, detta "delle Peschiere", costruita intorno al 1556 per Tobia Pallavicino. Secondo la tradizione l'edificio, simile nella struttura alla Villa Giustiniani-Cambiaso di Albaro, sarebbe stato progettato da Galeazzo Alessi. La villa si trova a breve distanza dalla via Assarotti, in via S. Bartolomeo degli Armeni, antica crêuza di risalita. La villa sorge a mezzacosta sul colle di Multedo, al sommo di un percorso di giardini terrazzati digradanti, con le vasche e i ninfei che le hanno dato il nome. La sistemazione dei giardini, oggi ridimensionati per l'apertura della sottostante via Peschiera, fu progettata da G.B. Castello "il Bergamasco", autore insieme ad Andrea Semino[22] e Luca Cambiaso della decorazione degli interni.[6][9]

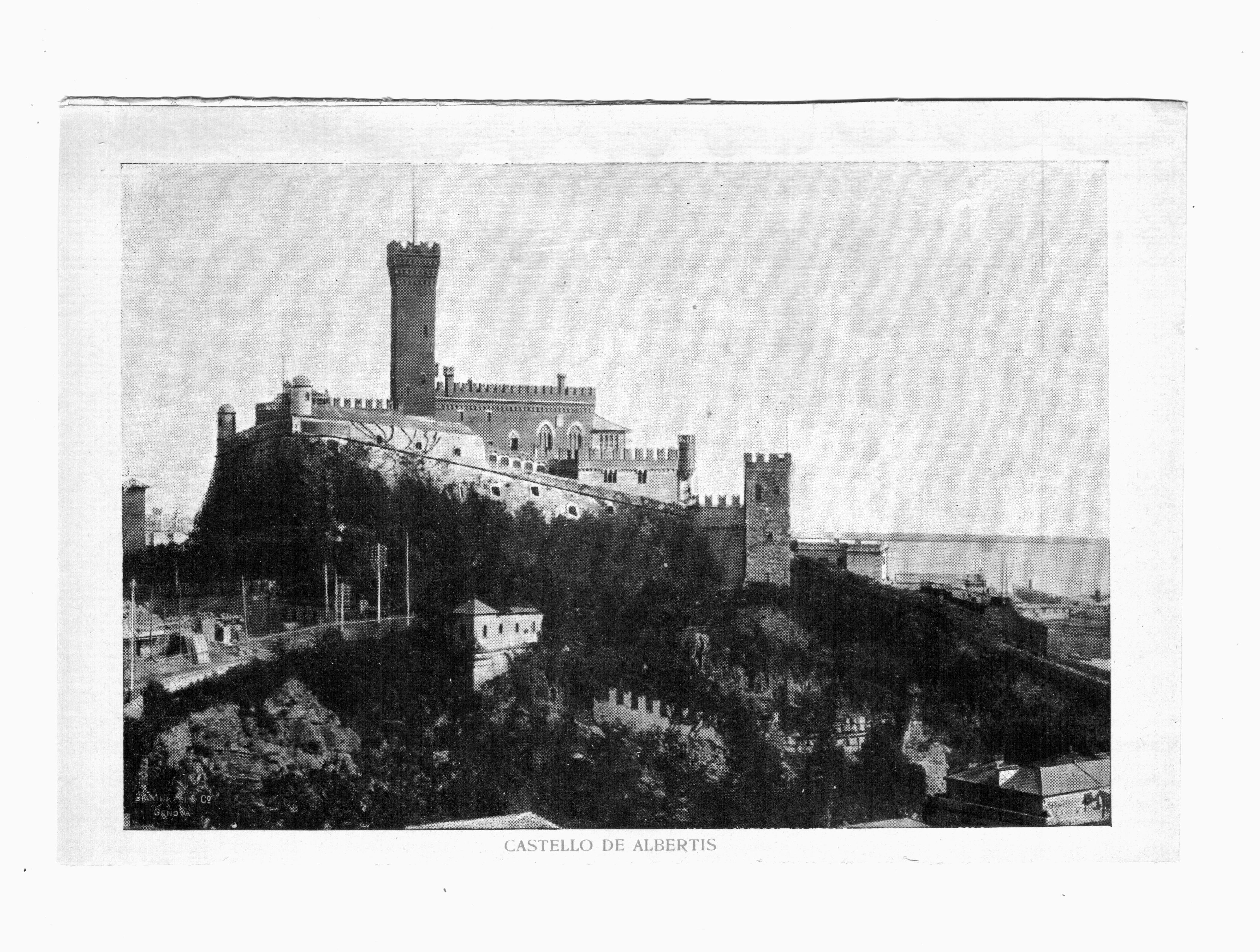
Il Castello d'Albertis in una foto d'epoca

- Castello d'Albertis, che svetta nel panorama genovese con la sua torre, copia di quella degli Embriaci, Il Castello d'Albertis in una foto d'epoca fu costruito in stile neoromanico tra il 1886 ed il 1892 da Matteo Graziani e Francesco Parodi (con la supervisione di Marco Aurelio Crotta[23] e Alfredo d'Andrade)[24], sui resti del cinquecentesco bastione di Montegalletto, al limite occidentale del quartiere, per il capitano ed esploratore Enrico Alberto d'Albertis, che nel 1932 lo lasciò in eredità al Comune di Genova, insieme con le ricche collezioni raccolte nei suoi viaggi in Africa, America e Oceania. Queste collezioni hanno costituito il nucleo originario delle raccolte del Museo delle Culture del Mondo, ospitato all'interno del castello, e nel quale sono poi confluite anche quelle provenienti dal museo Lunardi.[6][9]

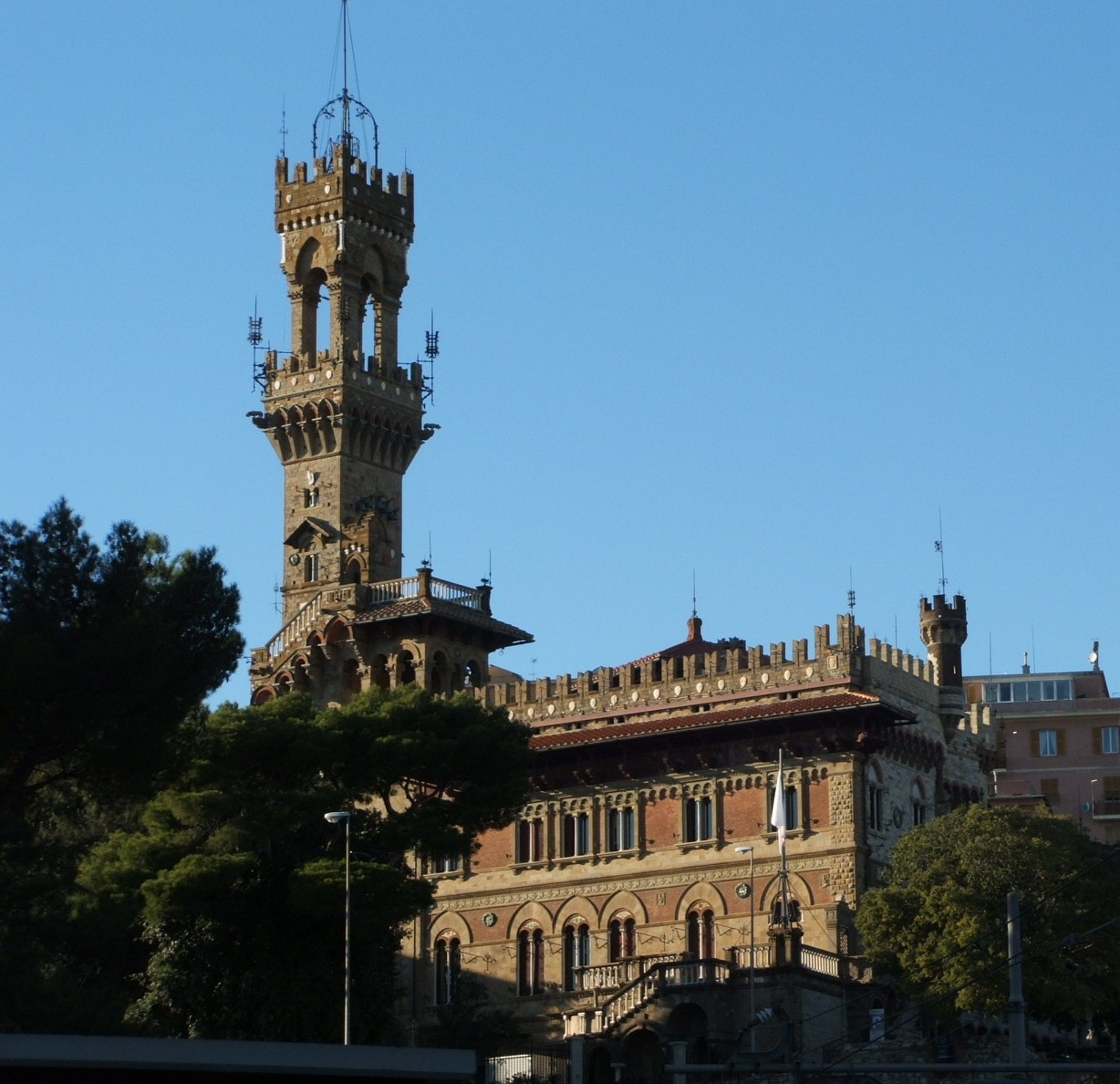
Il Castello Mackenzie

- Castello Mackenzie, la più nota delle opere dell'architetto fiorentino Gino Coppedè, fu costruito tra il 1893 e il 1905 per conto dell'uomo d'affari fiorentino di origine scozzese Evan Mackenzie, fondatore della Alleanza Assicurazioni[25]. Il Castello MackenzieIl complesso sorge al limite orientale del quartiere, in posizione dominante sulla Val Bisagno, in corrispondenza della seicentesca porta di S. Bartolomeo ed a poca distanza dalla piazza Manin. L'edificio fu realizzato in due tempi: il nucleo originario è quello a levante, ampliato negli anni successivi verso ponente dallo stesso Coppedè. All'interno si trovano due grandi dipinti murali di Carlo Coppedè[26], fratello del più celebre architetto.[27] Il castello è oggi sede di una casa d'aste ed è utilizzato anche per iniziative culturali.[6]
- Villa Gropallo dello Zerbino, in Passo dello Zerbino, fu costruita per i Balbi nella seconda metà del Cinquecento, passò ai Durazzo nel Settecento ed infine ai Gropallo; realizzata nella classica tipologia alessiana, contiene pregevoli affreschi seicenteschi di Gregorio De Ferrari (il "Tempo" e le "Stagioni") e Domenico Piola. Nel Settecento Ippolito Durazzo affidò ad Andrea Tagliafichi la sistemazione del parco (con vasche, fontane, cascate, boschetti e busti marmorei di illustri personaggi), mentre lo stesso committente, appassionato cultore di botanica, si occupò personalmente dell'impianto delle specie vegetali, comprese numerose piante esotiche.[6][28]
- Villa Piaggio, con l'annesso parco, fu costruita nel 1830 da Ippolito Cremona[29] sul sito del precedente palazzo Pinelli-Gentile. L'edificio, in stile neoclassico, disponeva di una vasta area verde, che oggi, alquanto ridimensionata, è parco pubblico.
- Castello Bruzzo, dei primi anni del Novecento, altra opera del Coppedè, sorge a poca distanza dalla villa Piaggio.
- Villa Madre Cabrini, già Villa Acquarone o Palazzo Acquarone, in via Acquarone/Salita Bachernia. Il nucleo iniziale di probabile origine settecentesca - con ingresso voltato a botte e piano nobile con ampio balcone - fu modificato e rialzato nel tempo, fino ad assumere l'aspetto attuale agli inizi del Novecento con il rifacimento delle facciate in stile eclettico[30]. Un tempo residenza in città della famiglia Acquarone, nel 1890 la villa diede in natali al duca Pietro d'Acquarone, Senatore del Regno e Ministro della Real Casa dal 1939 al 1944, una delle figure chiave negli eventi che portarono alla caduta del fascismo il 25 luglio del 1943[31]. Nel 1917 la villa passò alle suore Missionarie del Sacro Cuore di Gesù di Santa Francesca Saverio Cabrini, che la rinominarono Villa Madre Cabrini in onore della fondatrice e vi stabilirono un collegio scolastico[32]. Negli anni Ottanta del Novecento fu restaurata e trasformata in condominio residenziale. Villa Madre Cabrini, già Villa Acquarone o Palazzo Acquarone, con le forme attuali in stile eclettico del primo Novecento, in una foto del 2016

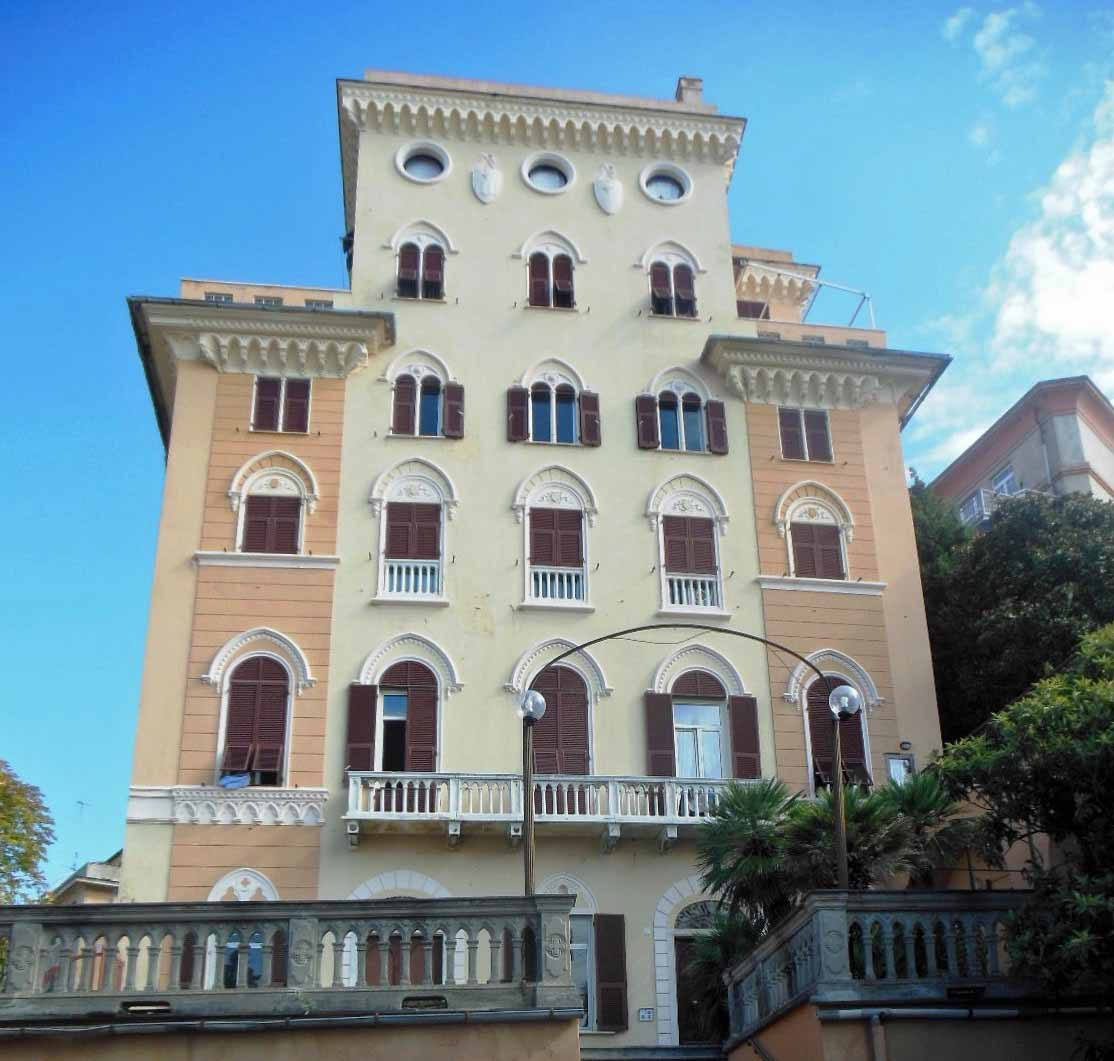
Villa Madre Cabrini, già Villa Acquarone o Palazzo Acquarone, con le forme attuali in stile eclettico del primo Novecento, in una foto del 2016

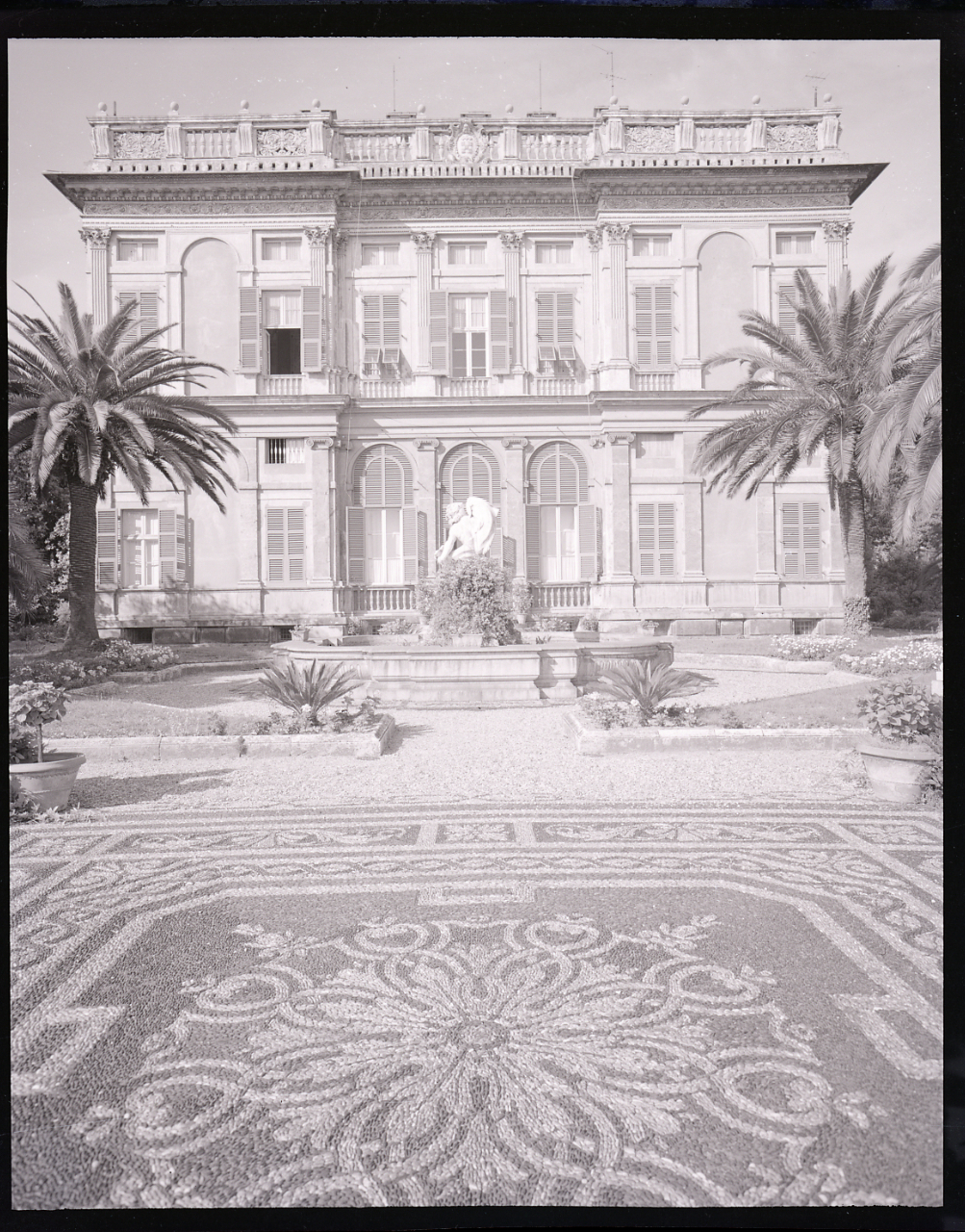
Villa Pallavicino "delle Peschiere" in una foto di Paolo Monti del 1963
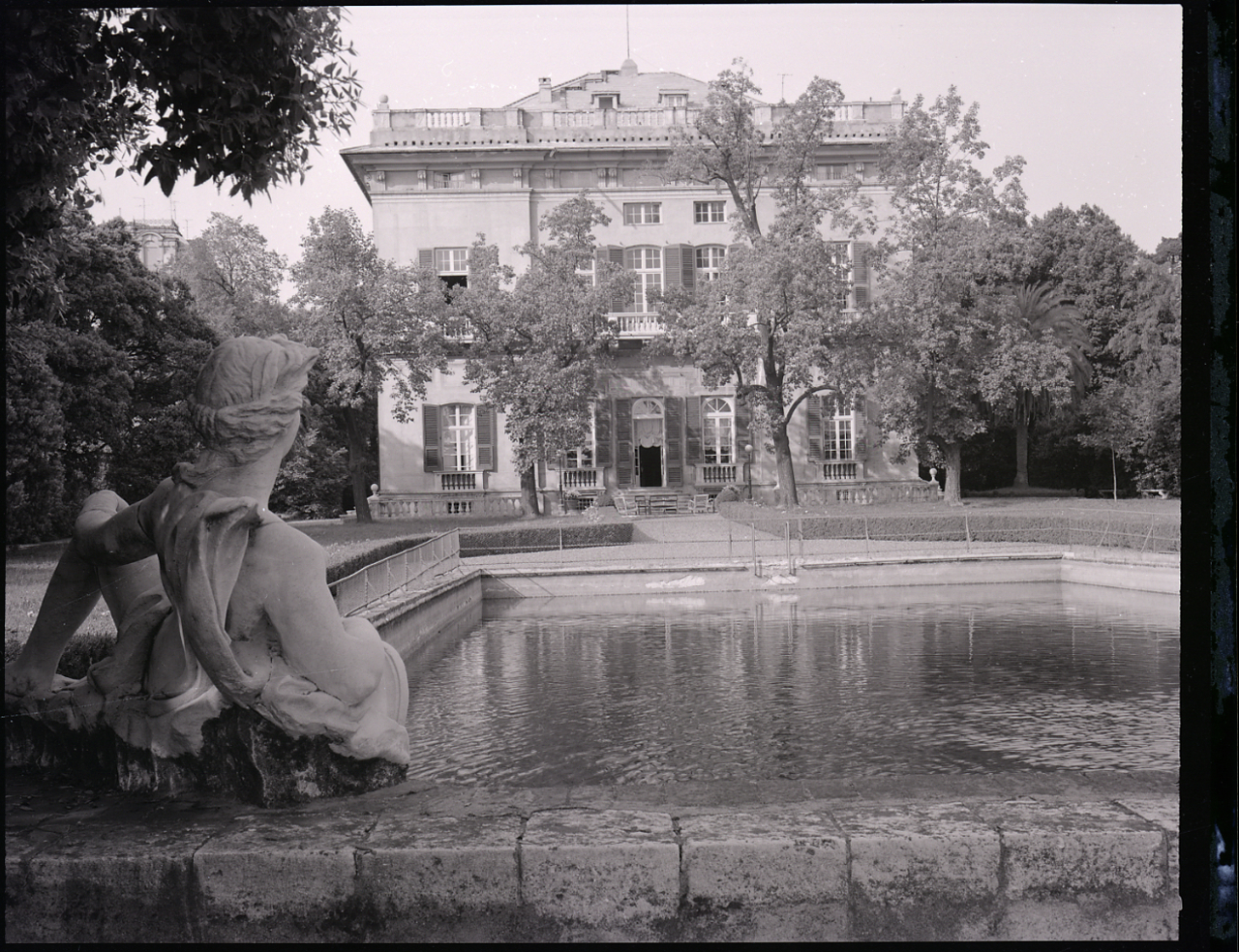
Villa Gropallo dello Zerbino in una foto di Paolo Monti del 1963

#### Acquedotto storico

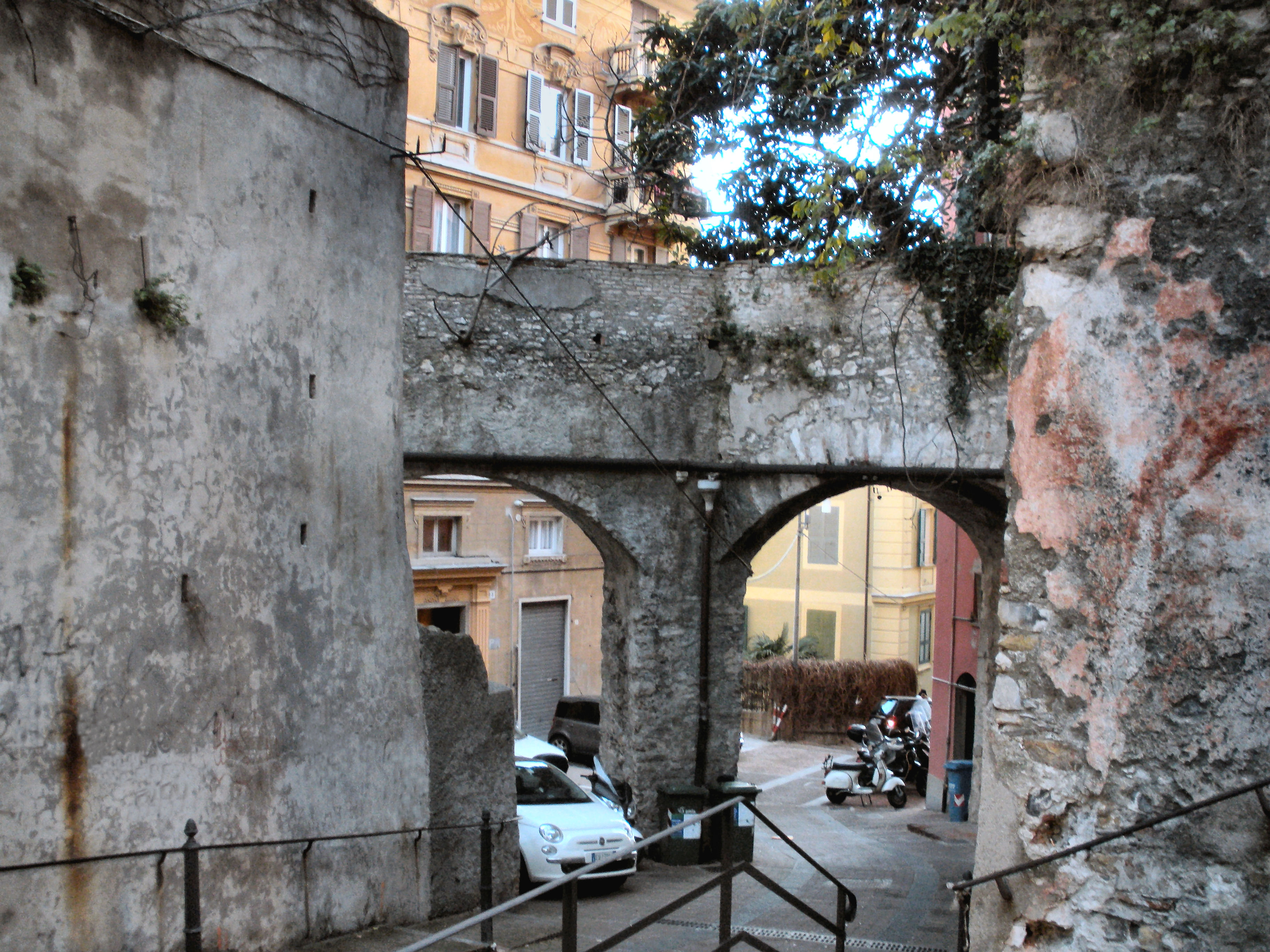
Il ponte-canale dell'antico acquedotto in salita S. Gerolamo

Il quartiere era attraversato dall'antico acquedotto che riforniva Genova, prelevando l'acqua del Bisagno poco a monte di Prato, nella località detta appunto "La Presa" (nel comune di Bargagli). Il condotto, arrivato in piazza Manin con una lunga galleria, seguiva il percorso dell'attuale circonvallazione a monte; all'inizio di corso Magenta si divideva in due bracci: quello detto "di Castelletto" (risalente al XIII secolo), raggiunta la spianata di Castelletto vi passava al di sotto per poi scendere verso il centro storico e il porto, dopo aver alimentato alcuni mulini.
L'altra diramazione, detta "delle Fucine", costruita nel XV secolo, scendeva lungo le mura cinquecentesche ed andava ad alimentare le cisterne della zona di piazza Sarzano. Nel 1828 fu costruita una derivazione che alimentava la cascata di villetta Di Negro.
Molte strutture dell'acquedotto storico nel quartiere di Castelletto sono scomparse a causa dell'urbanizzazione; tra queste i due ponti-canale che consentivano l'attraversamento dei rivi Torbido e S. Anna, demoliti a metà Ottocento per la costruzione rispettivamente delle vie Palestro e Caffaro. Altre, pur frammentate e seminascoste tra case, cortili e strade, sono ancora visibili nell'area della circonvallazione a monte: quella meglio conservata è il ponte-canale che attraversa salita S. Gerolamo, nei pressi della spianata di Castelletto. Oltre a questo sono visibili alcuni tratti del condotto, con la classica copertura in lastre di pietra di Luserna, in "Passo dell'Acquidotto" (nei pressi della chiesa di S. Bartolomeo degli Armeni) e per un lungo tratto del marciapiede a valle di corso Solferino ed alcune arcate, inglobate nei muri di sostegno di corso Solferino, che si possono osservare dalla scalinata che chiude a monte via Palestro. Inoltre si può vedere ancora un tratto del muro dell'acquedotto con i caratteristici "bronzini" in un cortile privato adiacente a Salita alla Spianata di Castelletto. Qui il condotto passava sopra le mura trecentesche, si può infatti vederne il passaggio sopra il vicino Portello di Pastorezza.

### Architetture religiose
Nella ex circoscrizione "Castelletto" si trovano sei chiese cattoliche parrocchiali, che fanno parte dell'omonimo vicariato dell'arcidiocesi di Genova; di queste la basilica di Santa Maria Immacolata e la chiesa di S. Paolo sono state edificate a seguito dell'espansione urbanistica tra il XIX e il XX secolo. Le altre, anche se ricostruite in epoca moderna, hanno origini antiche.
Oltre a queste chiese il quartiere ospita il tempio israelitico, la Chiesa Evangelica Valdese e altri edifici religiosi cattolici di rilevanza storica, che non sono attualmente sedi parrocchiali.

#### Chiese cattoliche parrocchiali
- Basilica di Santa Maria Immacolata. Affacciata sulla via Assarotti, è il maggiore esempio di architettura sacra in stile neorinascimentale a Genova. Fu costruita nell'Ottocento, nel contesto del piano di espansione collinare. Progettata dall'architetto Maurizio Dufour, che sviluppò in chiave revivalista l'iniziale progetto di Domenico Cervetto[6], fu inaugurata nel 1873 e completata nel 1882 con la costruzione della cupola. È sede del vicariato di Castelletto.
- Chiesa di Nostra Signora delle Grazie e San Gerolamo. L'attuale chiesa, sita in corso Firenze, fu costruita su progetto di Maurizio Bruzzo tra il 1929 e il 1931. Il nuovo edificio sacro sostituiva come sede parrocchiale l'antica chiesa di S. Gerolamo, divenuta insufficiente per l'aumento della popolazione del quartiere. La vecchia chiesa, oggi non più esistente, sorgeva in Salita Superiore S. Gerolamo; costruita nel Quattrocento era stata eretta in parrocchia nel 1898.[35]
- Chiesa di Nostra Signora di Lourdes e San Bernardo. Conosciuta come "chiesa di S. Bernardino", si trova nei pressi della omonima porta delle mura seicentesche, in salita superiore San Rocchino. L'originaria costruzione risale al XIII secolo; distrutta durante le lotte di fazione nel XIV secolo, fu più volte ricostruita. Nel 1875 fu acquisita dai Cappuccini, che vi aggiunsero il titolo di Nostra Signora di Lourdes.[36]
- Chiesa di S. Nicola da Tolentino. Costruita all'inizio del Seicento su progetto di Andrea Vannone, rimaneggiata nel Novecento, è, con il convento degli Agostiniani, al centro dell'antico borgo di Carbonara. Dal piazzale della chiesa, dove si trova una stazione della funicolare del Righi, una ripida salita porta al Santuario della Madonnetta. Conserva al suo interno pregevoli opere di artisti genovesi del Seicento.[6][9]
- Chiesa di San Paolo. Si trova in via Acquarone. Il primo progetto fu elaborato nel 1937 ma i lavori di costruzione ebbero inizio soltanto nel 1956. La nuova chiesa fu inaugurata nel 1959 e consacrata l'anno seguente.
- Chiesa di Santa Maria Immacolata (Albergo dei Poveri). La chiesa dell'Albergo dei Poveri, intitolata all'Immacolata Concezione, come già accennato estende la sua giurisdizione unicamente sullo stesso istituto. Ha una struttura a croce latina e conserva alcune pregevoli opere, quali la statua marmorea dell'Immacolata Concezione, di Pierre Puget, un dipinto raffigurante l'Ascensione di Domenico Piola e un bassorilievo cinquecentesco raffigurante la Pietà.[6]

#### Altre chiese cattoliche e conventi

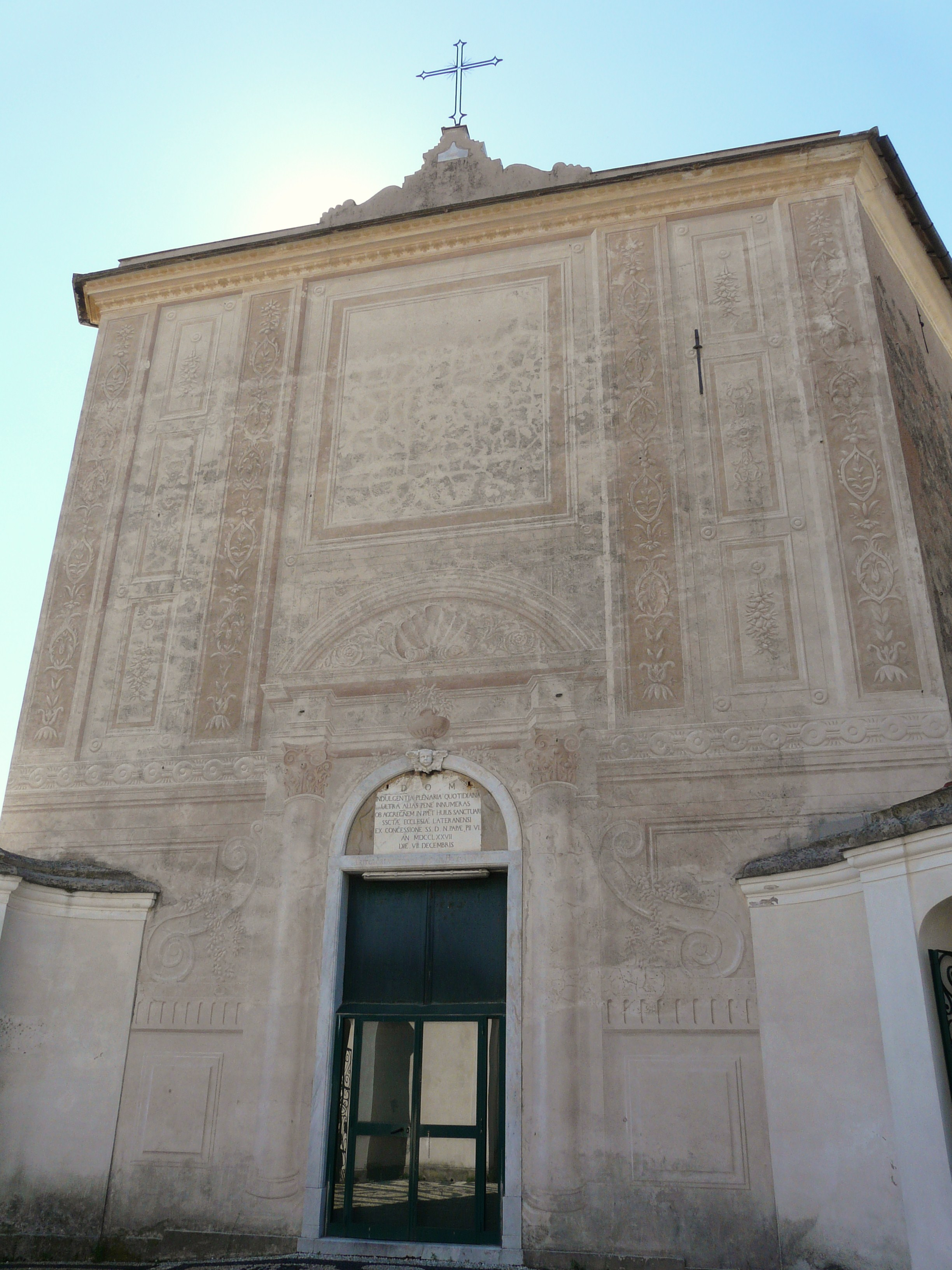
Santuario della Madonnetta

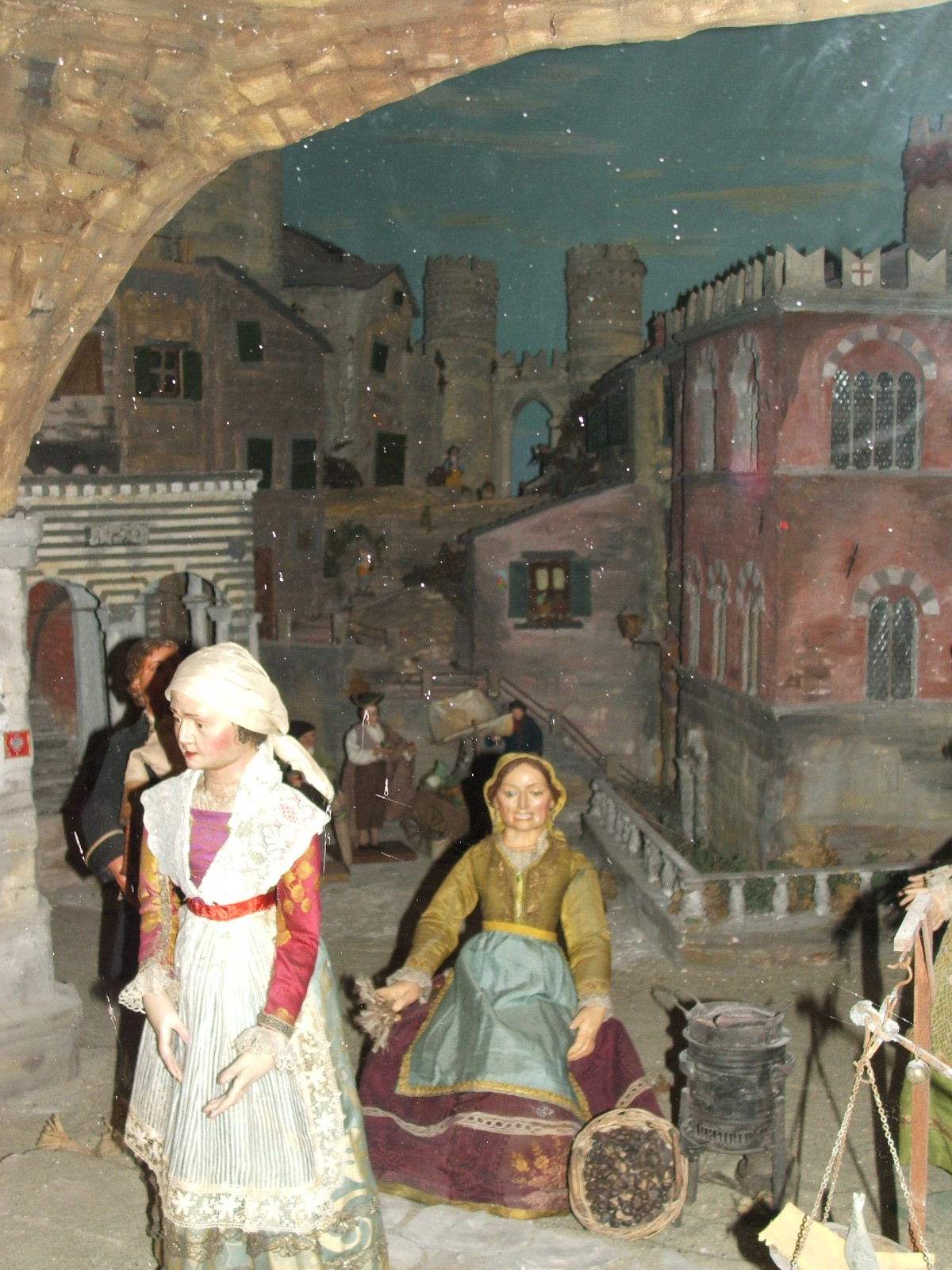
Particolare del presepe

- Santuario della Madonnetta. Santuario della MadonnettaLa chiesa di S. Maria Assunta, conosciuta come "la Madonnetta", si trova nella zona di Carbonara, a monte della chiesa di S. Nicola da Tolentino, con la quale è collegato da una ripida crêuza. Particolare del presepeLa chiesa fu edificata dai monaci Agostiniani Scalzi tra il 1696 e il 1707 su disegno di Antonio Maria Ricca; è preceduta da un sagrato pavimentato a "rissoeu", con ciottoli bianchi e neri, disegnato nel 1732 da Bartolomeo Storace. Oltre che con la breve ma ripida salita pedonale, è raggiungibile anche con la funicolare Zecca-Righi o in automobile da via Ausonia. Alla semplice e spoglia facciata si contrappone la decorazione barocca dell'interno, formato da un'aula a pianta ottagonale irregolare con sei cappelle laterali, sovrastata da una cupola. Il presbiterio è sopraelevato e collegato alla navata da due scenografiche scale laterali. Sono presenti affreschi di Bartolomeo Guidobono e dipinti di artisti del Settecento tra i quali G.B. Paggi, Sebastiano Galeotti, Giovanni Raffaele Badaracco, Lodovico Brea e Domenico Fiasella. In un locale sotterraneo è allestito in permanenza un famoso presepe artistico, nel cui scenario sono collocati ambienti e personaggi della Genova del Settecento, con figurine attribuite alla scuola del Maragliano.[6][9][37]
- Chiesa di Sant'Anna. La cinquecentesca chiesa di Sant'Anna si affaccia sull'appartata piazzetta al centro dell'antico borgo di Bachernia. La chiesa, con l'annesso convento, fu fondata nel 1584 dai Carmelitani scalzi che ancora l'officiano. Tra le opere d'arte che vi sono conservate, il grande gruppo marmoreo dell'altare maggiore raffigurante Sant'Anna e Maria, opera di Francesco Maria Schiaffino e dipinti di Domenico Fiasella (Martirio di S. Andrea e Martirio di Sant'Orsola), Agostino Ciampelli (S. Giuseppe e l'angelo) e Castellino Castello (Gesù e S. Teresa); in facciata, un portale in marmo con bassorilievo cinquecentesco raffigurante la Sacra Famiglia.[6] l borgo, con i suoi alti platani e la pavimentazione in mattoni pietra tipica delle creuze genovesi, e la contigua salita Bachernia, da cui si gode una splendida vista sul porto e la città vecchia, costituiscono un inaspettato recupero ambientale e paesistico nel centro di Genova.
- Chiesa di San Barnaba. Costruita intorno al 1250 come cappella annessa ad un convento di Monache cistercensi nel 1538, dopo anni di abbandono, passò ai Cappuccini. La chiesa subì radicali trasformazioni nel XVII e nel XIX secolo. Dell'edificio originale rimangono una trifora, affiorata in facciata durante lavori di restauro e due lapidi del 1286 e 1362. Nella chiesa si conserva un pregevole presepe settecentesco con figurine attribuite al Bissone[38] e al Maragliano.[6] Nell'annesso convento visse dal 1597 al 1608, prima di abbandonare la vita religiosa, il pittore Bernardo Strozzi.
- Chiesa di San Bartolomeo degli Armeni. Si affaccia sulla omonima piazzetta, distacco di corso Armellini, poco distante da piazza Manin. Fondata nel 1308 dai monaci basiliani, subì un primo rifacimento nel 1595; passò nel 1650 ai Barnabiti, che tuttora la officiano. Nuovamente ristrutturata nel 1775, conservò un aspetto di chiesa rurale fino al 1883 quando fu quasi completamente inglobata in un edificio di civile abitazione che ne nasconde le strutture esterne, delle quali emerge soltanto il campanile. La chiesa è da secoli meta di devozione per la reliquia detta "Santo Volto", un antico sudario a cui la tradizione attribuisce l'impronta del volto di Cristo, dono dell'imperatore bizantino Giovanni V Paleologo al doge Leonardo Montaldo che morendo, nel 1384, l'affidò con lascito testamentario ai monaci di S. Bartolomeo. La chiesa custodisce notevoli opere d'arte di importanti artisti genovesi del XVI secolo.[6][9][39][40]

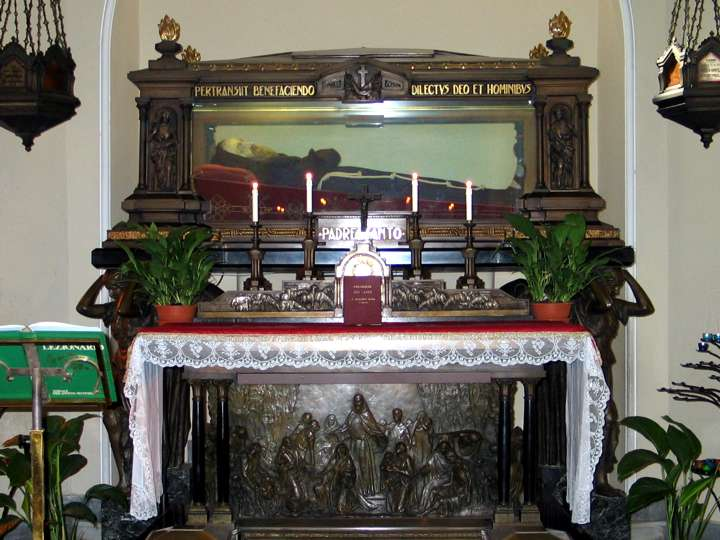
L'urna con le spoglie del "Padre Santo" nella chiesa della SS. Concezione

- Chiesa della SS. Concezione. L'urna con le spoglie del "Padre Santo" nella chiesa della SS. ConcezioneComunemente chiamata "chiesa dei Cappuccini" o "del Padre Santo", sorge accanto al parco di villetta Di Negro. Fu costruita nel 1596 in segno di ringraziamento per la cessazione dell'epidemia di peste del 1579. Nel piazzale antistante si trova una statua della Madonna di Tommaso Orsolino e sulla scalinata d'accesso un busto di S. Francesco Maria da Camporosso (opera del 1891 di Carlo Rubatto), il popolare "Padre Santo", che visse nell'attiguo convento e le cui spoglie sono conservate in una cappella adiacente alla chiesa. L'interno, a navata unica, conserva opere di artisti genovesi tra Seicento e Ottocento: tra i dipinti "Flagellazione" di Luca Cambiaso, "Visione di S. Felice" di Bernardo Strozzi, "Estasi di S. Francesco di Giovanni Andrea Ansaldo, "Crocifissione" di Bernardo Castello, "S. Antonio di Padova" di Giuseppe Palmieri e "Immacolata Concezione" di G.B. Paggi ed inoltre la statua ottocentesca dell'Immacolata, di Bartolomeo Carrea[41], collocata sopra l'altare maggiore e un gruppo ligneo del Maragliano raffigurante le "Stimmate di S. Francesco". Nell'adiacente oratorio durante il periodo natalizio è visibile un artistico presepe con figurine attribuite al Maragliano.[6]

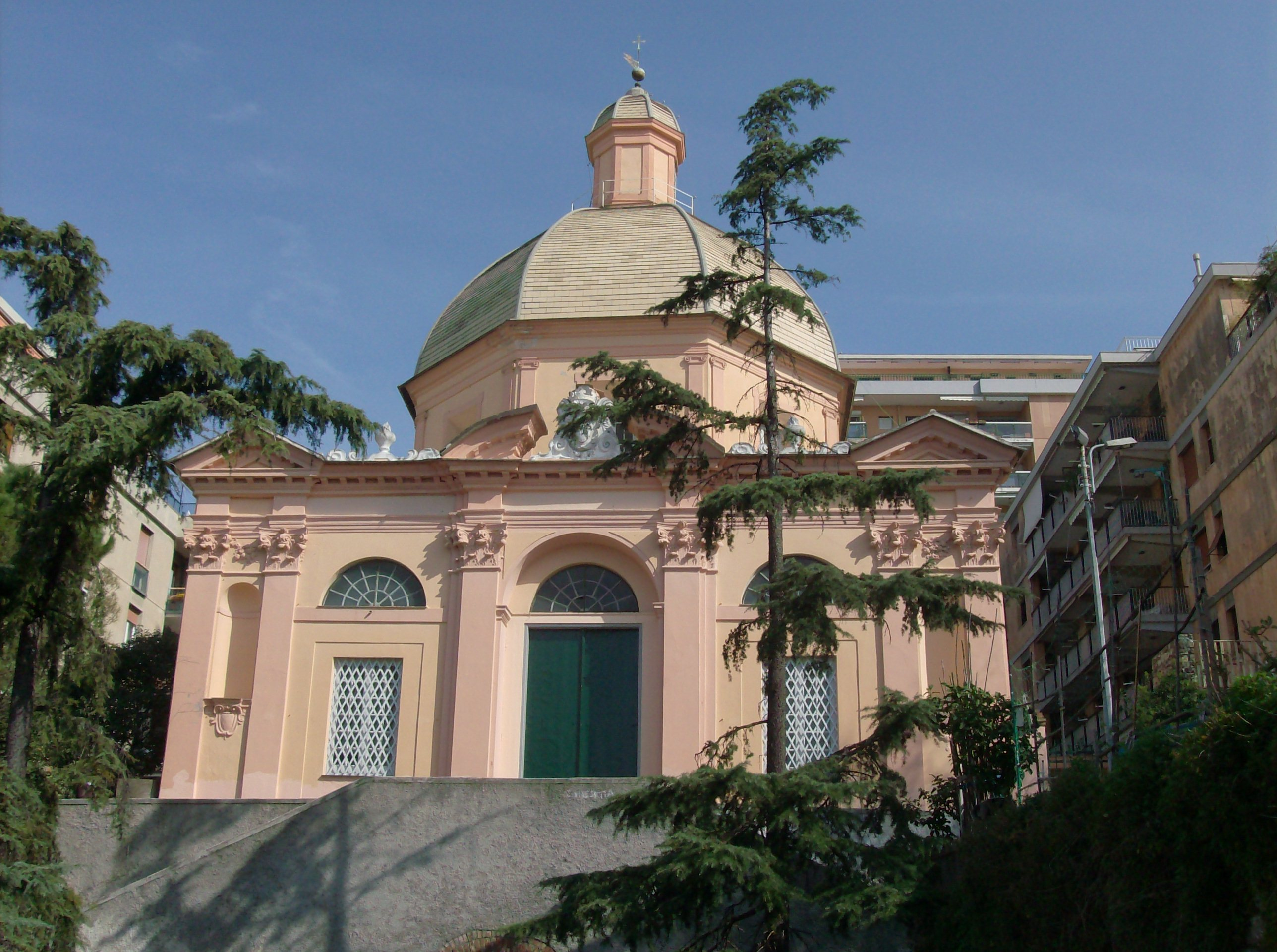
Chiesa di Santa Maria della Sanità

- Chiesa di Santa Maria della Sanità. La chiesa, a pianta ottagonale, con una grande cupola centrale e sette cappelle laterali, era in origine una chiesa abbaziale annessa alla villa De Mari (oggi villa Gruber); fu costruita sul sito di un'antica cappella per volere di Stefano De Mari che nel 1612 l'affidò ai Carmelitani scalzi.[6][9]
- Chiesa di S. Francesco in Castelletto. Poco resta della chiesa di S. Francesco e dell'annesso convento, che si trovavano immediatamente sotto alla spianata di Castelletto. Il complesso era denominato "in Castelletto" per distinguerlo dagli altri conventi genovesi dei Frati Minori Conventuali dedicati al santo di Assisi, anche se l'area su cui sorgeva oggi ricade amministrativamente nel quartiere della Maddalena; il convento fu abbandonato a seguito della legge di soppressione degli ordini religiosi emanata dal governo della Repubblica Ligure nel 1797 ed in parte demolito nei primi anni dell'Ottocento per ampliare i giardini del sottostante Palazzo Bianco. Parte del chiostro e la sala capitolare, oggi sede di un laboratorio di restauro, sono stati invece incorporati in un palazzo ottocentesco, mentre dall'esterno è visibile solo il portale cinquecentesco.[42]
- Monastero dei santi Giacomo e Filippo. Si trova nelle vicinanze di via Assarotti; il complesso monastico, fondato nel 1268 da un gruppo di monache domenicane, fu fiorente fino al XV secolo, quando subì un lento declino a causa del comportamento delle monache, che provocò diversi interventi delle autorità religiose del tempo. Tra il XVI e il XVIII secolo si ebbe un rifiorire della comunità, che visse momenti di grande floridezza, evidenziati da nuove decorazioni e continue migliorie a edifici e arredi. Rimasto indenne dalle leggi di soppressione napoleoniche, anche se vi confluirono religiose di altri ordini soppressi, il complesso fu parzialmente espropriato dal governo sabaudo nel 1851 ed alcuni edifici furono demoliti per l'apertura di via Assarotti. Nel 1859 le religiose abbandonarono il convento, poi gravemente danneggiato dai bombardamenti durante la seconda guerra mondiale. Una targa nella sala capitolare ricorda che il papa Pio VII nel 1815 celebrò una messa nella chiesa interna al convento.[43] Attualmente (gennaio 2012) il complesso è in ristrutturazione ad uso di uffici e abitazioni.[44]

#### Edifici religiosi di altri culti

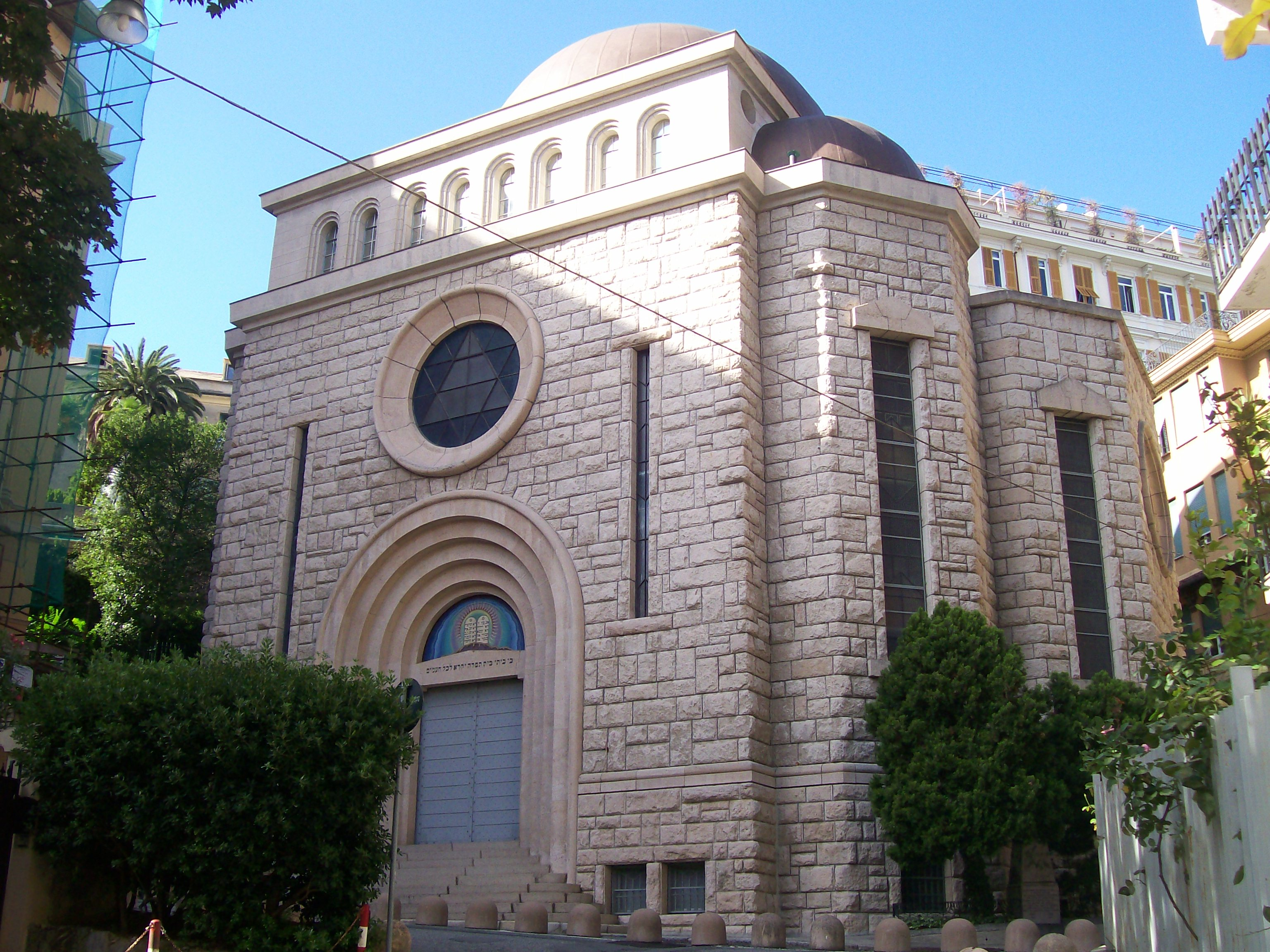
Il tempio israelitico di Genova

- Sinagoga di Genova. A breve distanza da via Assarotti e dalla chiesa di Santa Maria Immacolata, si trovano la sinagoga, punto di riferimento per i genovesi di religione ebraica, costruita nel 1935 su progetto di Francesco Morandi, e il Museo Ebraico di Genova, ospitato all'ultimo piano della sinagoga stessa e inaugurato nel 2004. Nel museo sono esposte alcune opere di Lele Luzzati dedicate al mondo ebraico.[6]
- Chiesa evangelica valdese. Affacciata su via Assarotti, la chiesa della comunità valdese fu costruita nel 1858 e completamente rifatta nel 1960 da Giovanni Klaus Koenig dopo i gravi danni della seconda guerra mondiale.[45][46]
- Chiesa anglicana dello Spirito Santo - British Episcopal Church of the Holy Ghost. Sorge in piazza Marsala Fu costruita su disegno dell'architetto inglese George Edmund Street e consacrata il 4 giugno 1872 dal vescovo anglicano di Gibilterra, Charles Harris. Subì gravi danni durante la seconda guerra mondiale e venne restaurata nel 1949. È l'unica chiesa anglicana ancora attiva in Liguria.[47][48][49]

### Architetture militari
Il territorio della ex-circoscrizione di Castelletto comprende parte delle seicentesche "Mura Nuove" ed il complesso del Forte Castellaccio, che sorge poco sopra al Righi ed ingloba la Torre Specola.

#### Mura seicentesche o "Mura Nuove"

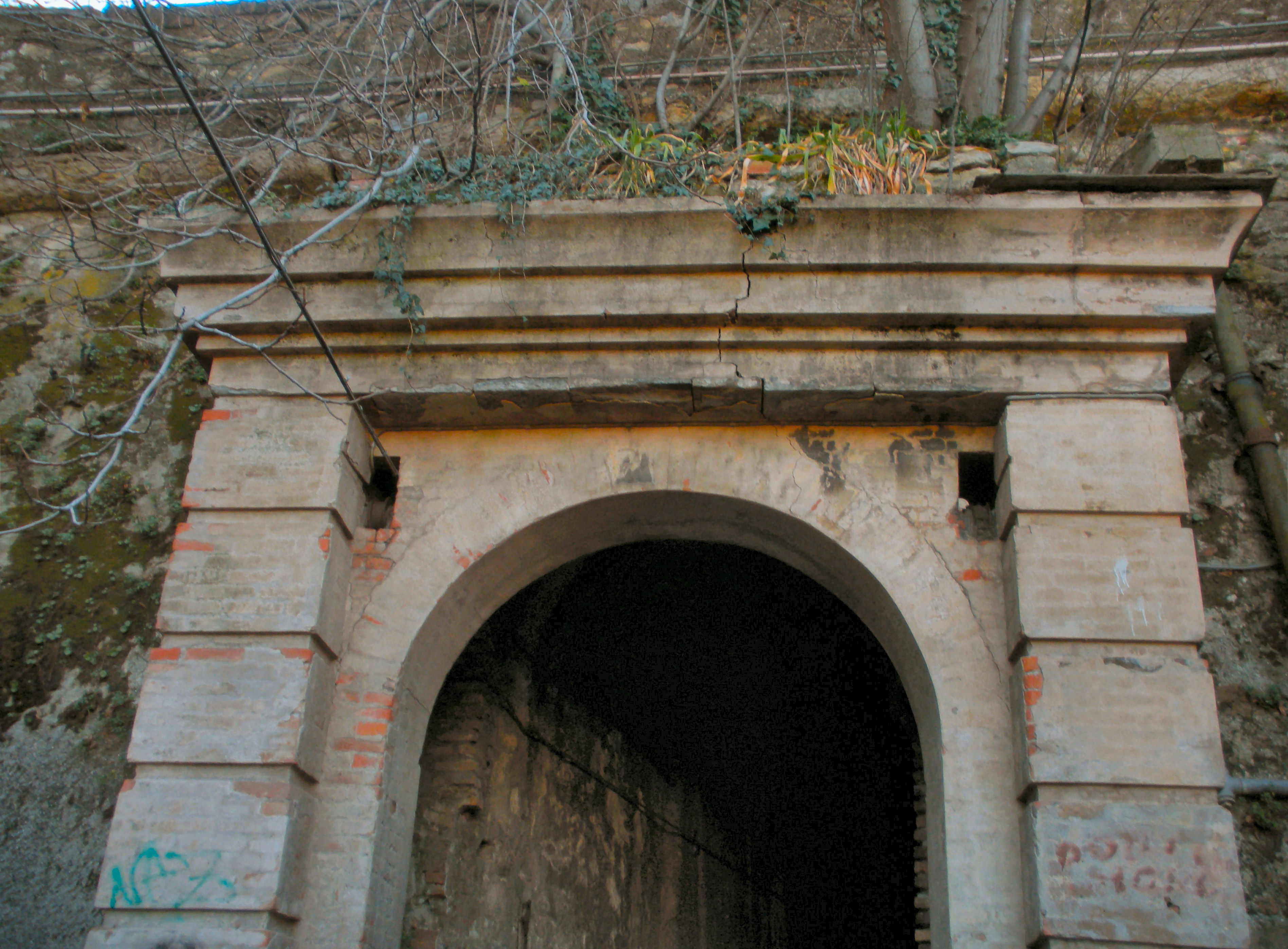
Porta S. Bartolomeo

Il limite orientale del quartiere è delimitato da un lungo tratto dalle mura seicentesche che lungo il loro sviluppo assumono denominazioni diverse. Procedendo dal basso si incontrano prima le "Mura dello Zerbino", poi, nei pressi di piazza Manin, superata la stazione della ferrovia Genova-Casella, iniziano le "Mura di San Bartolomeo", nelle quali si apre la Porta San Bartolomeo, oggi seminascosta tra il muro perimetrale del Castello Mackenzie e la stazione della ferrovia. Questo portello prendeva il nome dalla chiesa di San Bartolomeo degli Armeni, da cui proveniva la via che l'attraversava, diretta verso Marassi.

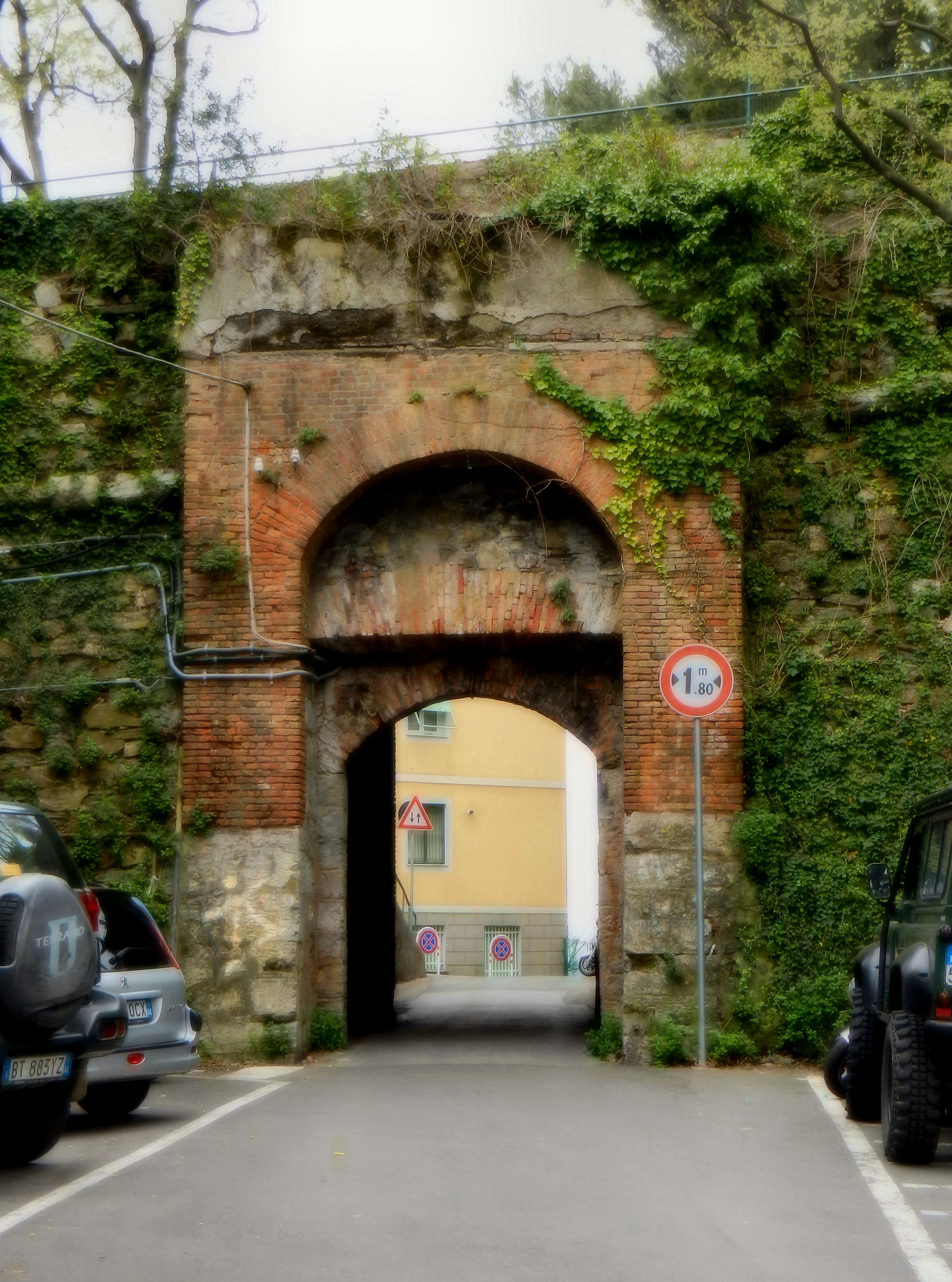
Porta S. Bernardino

Dopo il Castello Mackenzie, le mura fiancheggiano la chiesa di San Bernardino, della quale riprendono il nome. Nelle "Mura di San Bernardino" si apre la porta omonima, sulla strada che portava a Staglieno. La porta di S. Bernardino, considerata la più esposta agli attacchi di potenziali invasori, era uno dei più muniti punti di accesso alla città; era un tempo sovrastata dal locale del corpo di guardia, distrutto da un bombardamento nel 1942.

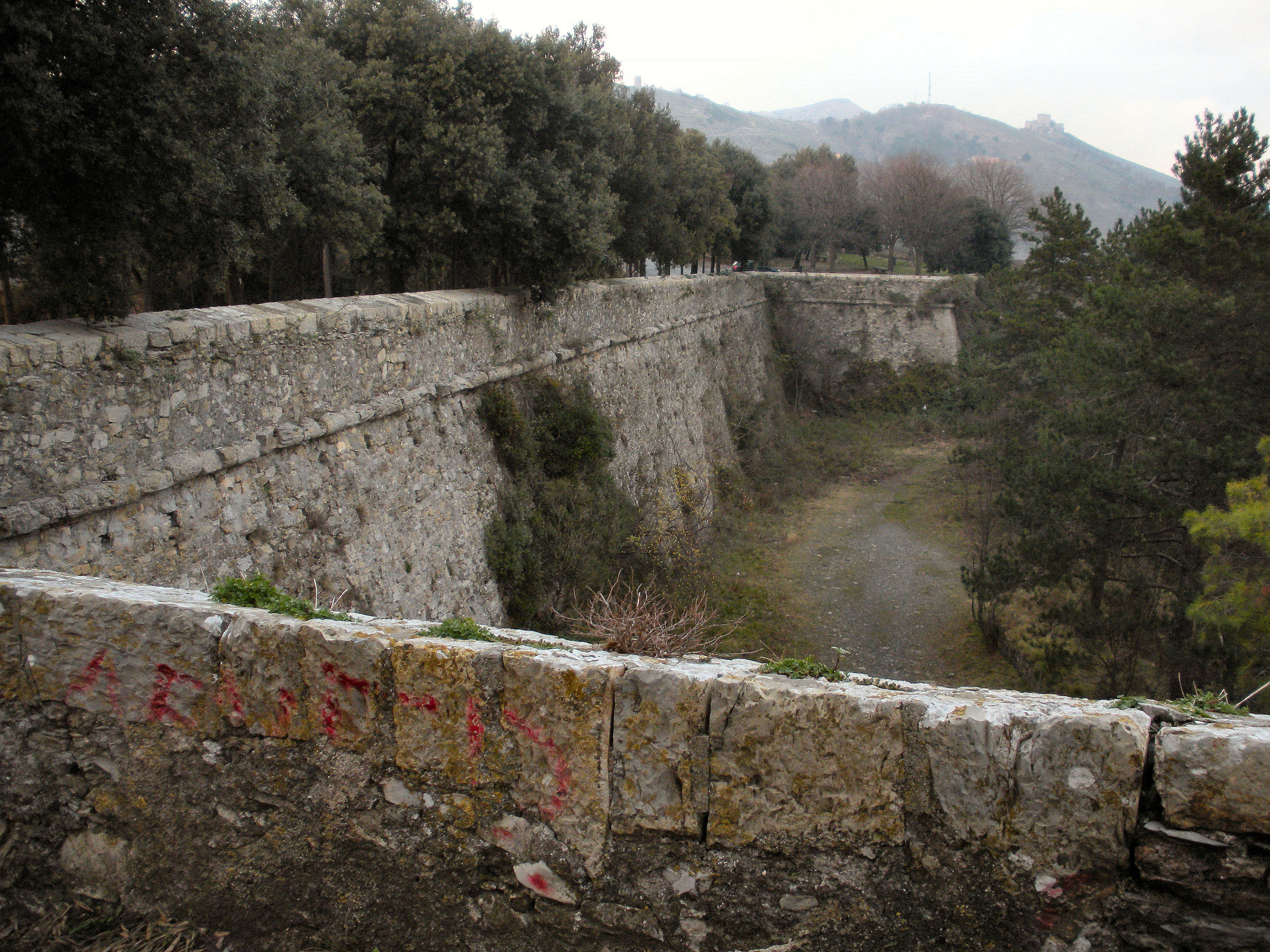
Mura del Castellaccio

Proseguendo sul camminamento si incontrano le "Mura di Sant'Erasmo" e poi le "Mura di San Simone" (o "Mura delle Chiappe"). Nei pressi dell'osservatorio astronomico del Righi si trova la Porta di San Simone o delle Chiappe, che prendeva il nome da una cappella, oggi scomparsa, dedicata ai Santi Simone e Taddeo. Questa porta si apriva sulla strada diretta a Trensasco, ed anch'essa disponeva di un corpo di guardia, demolito negli anni trenta per l'apertura di via del Peralto.
Risalendo poco oltre si incontra il complesso fortificato comprendente la Torre Specola e il Forte Castellaccio, in corrispondenza del quale la cinta prende il nome di "Mura del Castellaccio", ultimo tratto di mura compreso nel quartiere di Castelletto, da dove la vista spazia sulla Val Bisagno e sulle fortificazioni di levante (forti Monteratti, Richelieu, Quezzi, con la vicina Torre Quezzi, e S. Tecla).

#### Forte Castellaccio e Torre Specola

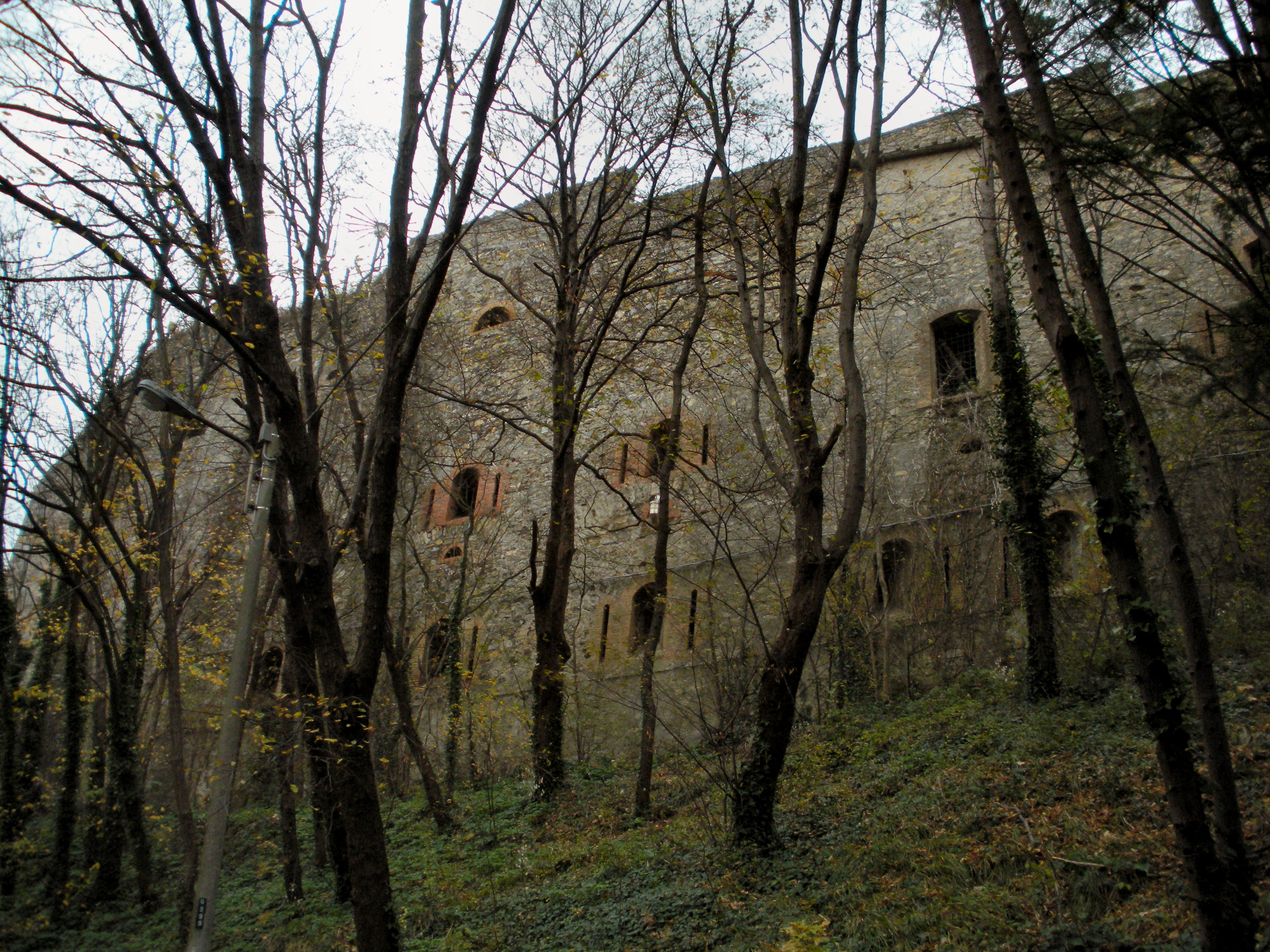
La caserma del forte Castellaccio vista da via del Peralto

Il forte ha origine da una primitiva opera difensiva costruita nel XV secolo. Fu riedificato nel 1530 e nel 1633, con la costruzione delle Mura Nuove, integrato nelle stesse. 

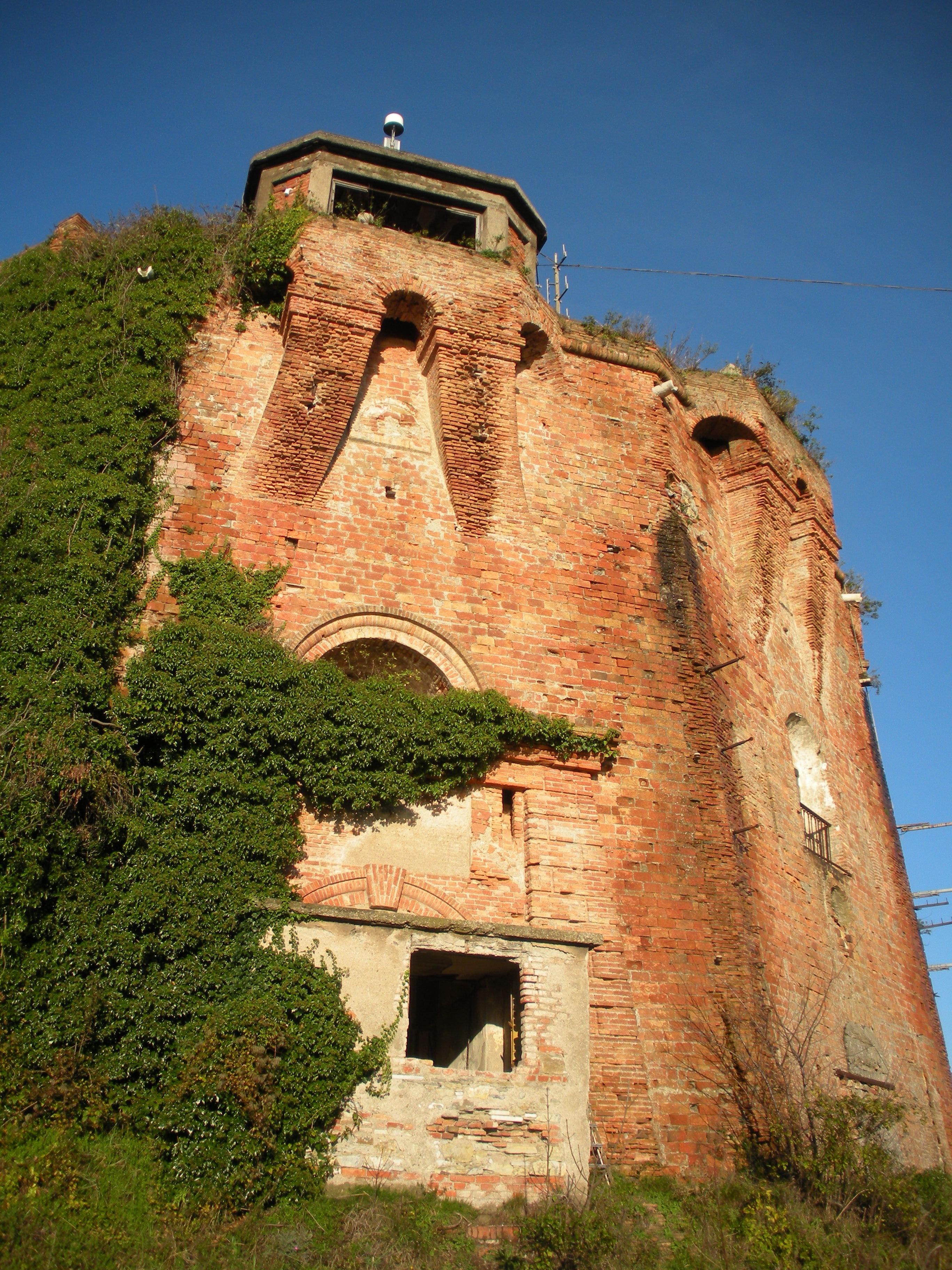
Facciata della torre Specola

Negli anni venti dell'Ottocento, il governo sabaudo lo fece completamente riedificare, ampliandolo e facendone una vera e propria cittadella fortificata. Dismesso dal demanio militare all'inizio del XX secolo, fu utilizzato per scopi civili.
Il recinto del forte comprende anche la Torre della Specola, un torrione in mattoni a vista, di forma ottagonale, costruito tra il 1817 e il 1825 su progetto dell'architetto militare Giulio D'Andreis, che dai primi del Novecento fino agli anni sessanta ha ospitato un osservatorio meteorologico dell'Istituto Idrografico della Marina.
Oggi alcuni locali del forte e della torre Specola sono utilizzati come archivio e magazzino, mentre altri sono affittati a privati.

## Infrastrutture e trasporti

### Strade
1. Elemento dell'elenco numerato

#### Viabilità antica
Anticamente, la zona collinare alle spalle del centro di Genova era attraversata da diverse vie di risalita (crêuze e mulattiere) che dal porto conducevano verso l'entroterra e i valichi appenninici. Con la costruzione delle Mura Nuove, in corrispondenza di queste vie furono aperte le porte di S. Bartolomeo, S. Bernardino e S. Simone (o delle Chiappe). Questi antichi percorsi sono in gran parte ancor oggi riconoscibili, pur intersecati e frammentati dalla moderna viabilità. Partendo da ponente si individuano questi percorsi:
- Salita S. Barnaba-Via al Castellaccio. Proveniente dalla Darsena questo percorso toccava il piccolissimo borgo di Pietraminuta e il convento di S. Barnaba e giungeva direttamente al forte Castellaccio.[52]
- Salita S. Nicolò - Salita Madonnetta - Salita a Porta delle Chiappe. Questa via dal Ponte Calvi, nel porto di Genova, attraverso la salita Carbonara portava alla Porta delle Chiappe per proseguire come mulattiera verso i valichi appenninici[53]; divenne uno dei percorsi più importanti per raggiungere il valico di Trensasco, la Crocetta d'Orero e la Valle Scrivia e da qui proseguire verso le pianure del Piemonte e della Lombardia. Questa pista, ufficialmente chiamata "Via del Sale", per lungo tempo una delle principali vie di accesso a Genova, era battutissima sin da epoche remote e considerata di grande importanza strategica ed economica.[51] Un altro percorso, parallelo a quello ma poco più a valle (salita S. Simone), raggiungeva le mura dov'è oggi la stazione a monte della funicolare del Righi.

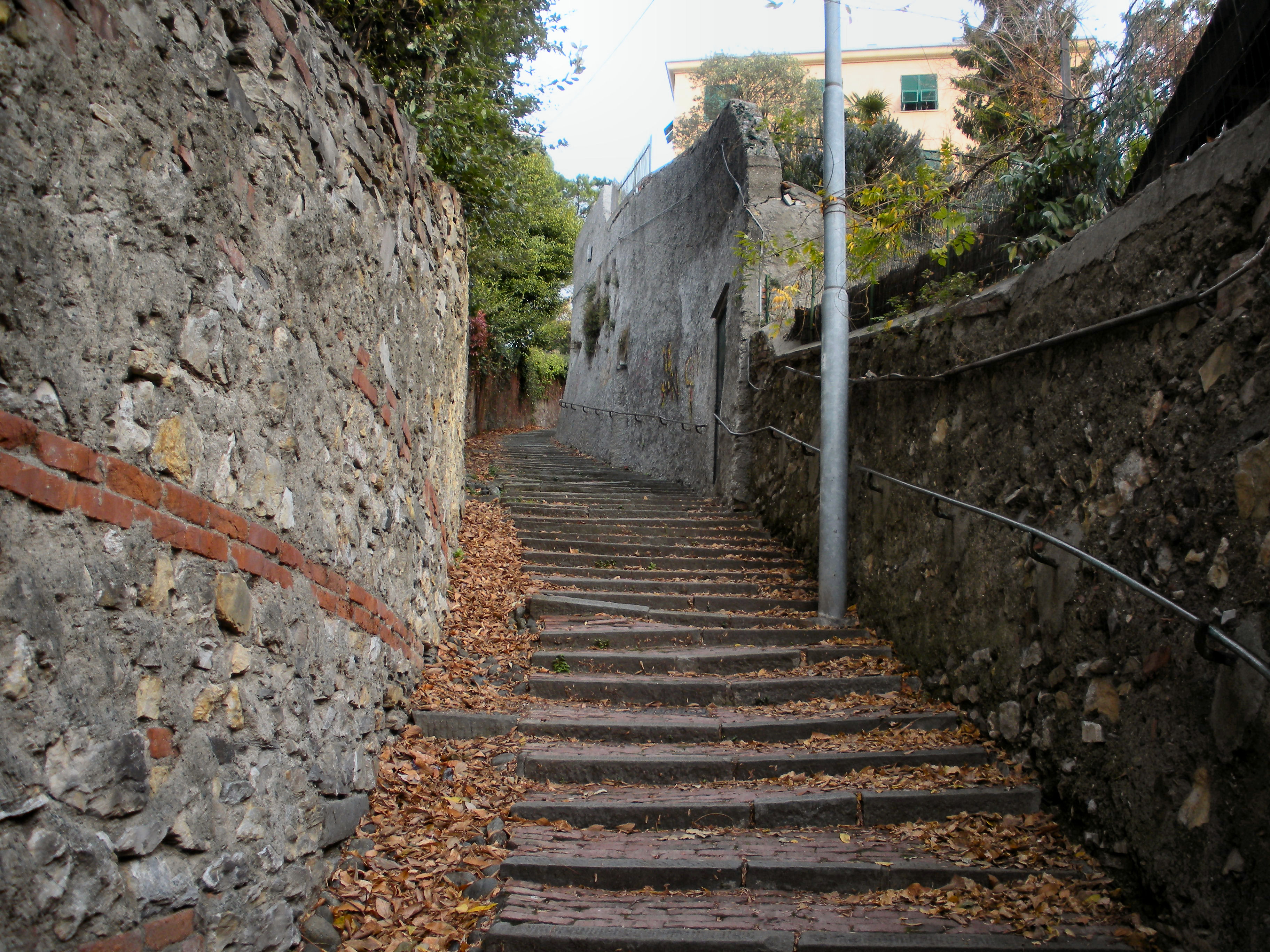
Uno scorcio di Salita superiore S. Rocchino

- Salita S. Gerolamo - Salita Emanuele Cavallo. Dal Portello questa via portava ad una pista diretta verso le alture di Staglieno (Cima di S. Pantaleo, Preli) da dove raggiungeva il valico di Trensasco collegandosi al precedente percorso. Con la costruzione delle Mura Nuove le autorità del tempo, ritenendo questo versante troppo esposto agli attacchi di potenziali invasori, decisero di non aprire alcuna porta nelle mura di S. Erasmo in corrispondenza di questa strada, che rimase così tagliata fuori dai percorsi viari.[51] Lungo questa via i condannati a morte venivano condotti al Castellaccio per essere giustiziati, perciò la salita era detta popolarmente "montâ dell'angonìa" (salita dell'agonia).[6][35][54]
- Salita S. Anna - Salita Bachernia. Parallela ed alternativa alla precedente, anche questa ebbe chiuso lo sbocco verso la Val Bisagno con la costruzione delle Mura Nuove.[51]
- Salita San Rocchino. Da piazza Corvetto sale alla Porta di S. Bernardino, dove si passava nella valle del Bisagno e, attraverso S. Pantaleo e Preli, si giungeva al valico di Trensasco.[51]
- Salita S. Bartolomeo. Dalla porta dell'Acquasola raggiungeva la chiesa di S. Bartolomeo degli Armeni, dove erano possibili due alternative: lungo salita Multedo alla Porta di S. Bernardino, oppure direttamente alla porta di S. Bartolomeo da dove si scendeva nella valle del Bisagno a Marassi e una volta attraversato il torrente si poteva proseguire verso Bavari e la riviera di Levante.[51]

#### Viabilità moderna
Le antiche mulattiere decaddero quando a partire dalla prima metà dell'Ottocento furono aperte le prime strade carrabili nelle valli del Bisagno e del Polcevera che consentivano un collegamento più comodo e veloce con l'entroterra e la pianura padana.
Oggi numerose strade urbane collegano Castelletto con gli altri quartieri del centro genovese e con la Val Bisagno. Questa moderna viabilità, sviluppatasi nella seconda metà dell'Ottocento con la progressiva urbanizzazione della zona, ha soprattutto una funzione di collegamento del quartiere con il centro cittadino ed i quartieri adiacenti.

##### Circonvallazione a monte

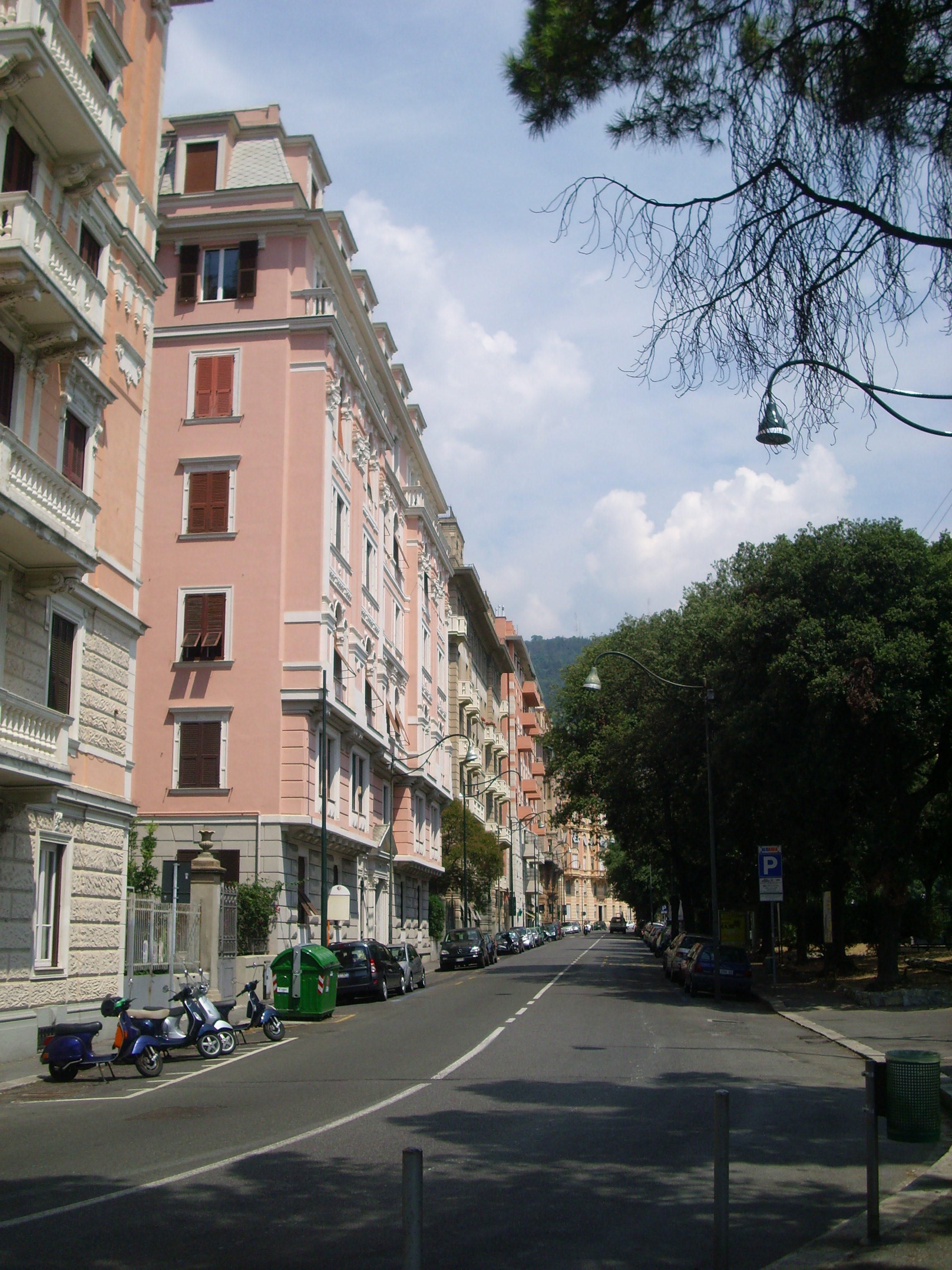
Un tratto di corso Firenze

Il principale asse di attraversamento da levante a ponente è rappresentato dai viali alberati della "circonvallazione a monte", che attraversa tutto il quartiere con un sinuoso percorso a mezza costa dell'anfiteatro collinare che racchiude la città; l'itinerario, in buona parte pianeggiante, lungo il quale si affacciano caseggiati di abitazione alto-borghesi, corre per oltre 3 km tra il Castello d'Albertis e Piazza Manin, con viste panoramiche sui sottostanti quartieri, mantenendosi ad una quota sempre compresa fra i 78 e i 104 metri s.l.m.
I vari tratti del percorso, da ponente a levante, prendono i nomi di "Corso Firenze", "Corso Paganini", "Corso Magenta", "Corso Solferino" e "Corso C. Armellini". Il tracciato divide in due tratti le antiche crêuze di risalita, identificate nell'attuale toponomastica come "Salita inferiore" e "Salita superiore" a seconda che si trovino a valle o a monte della strada.
La costruzione della circonvallazione, pianificata nel 1863 da G.B. Resasco, fu realizzata negli anni ottanta dell'Ottocento per collegare a monte tra loro i nuovi insediamenti costruiti lungo le vie che dal centro cittadino risalivano la collina e completata nel 1920 con l'apertura di Corso Firenze.

Inizialmente dal bastione di Montegalletto (dove qualche anno più tardi sarebbe stato costruito il castello d'Albertis) la strada scendeva all'Albergo dei Poveri, risalendo alla spianata di Castelletto (piazza G. Villa) attraverso Corso Dogali, Piazzale E. Brignole e Corso Carbonara. Tra il 1911 e il 1920 fu tracciato Corso Firenze, caratterizzato da edifici in stile eclettico, prosecuzione in quota della circonvallazione a monte, lungo il cui percorso si incontrano le chiese di S. Nicola e di N.S. delle Grazie e S. Gerolamo e le ville Bruzzo e Piaggio con i loro parchi. 

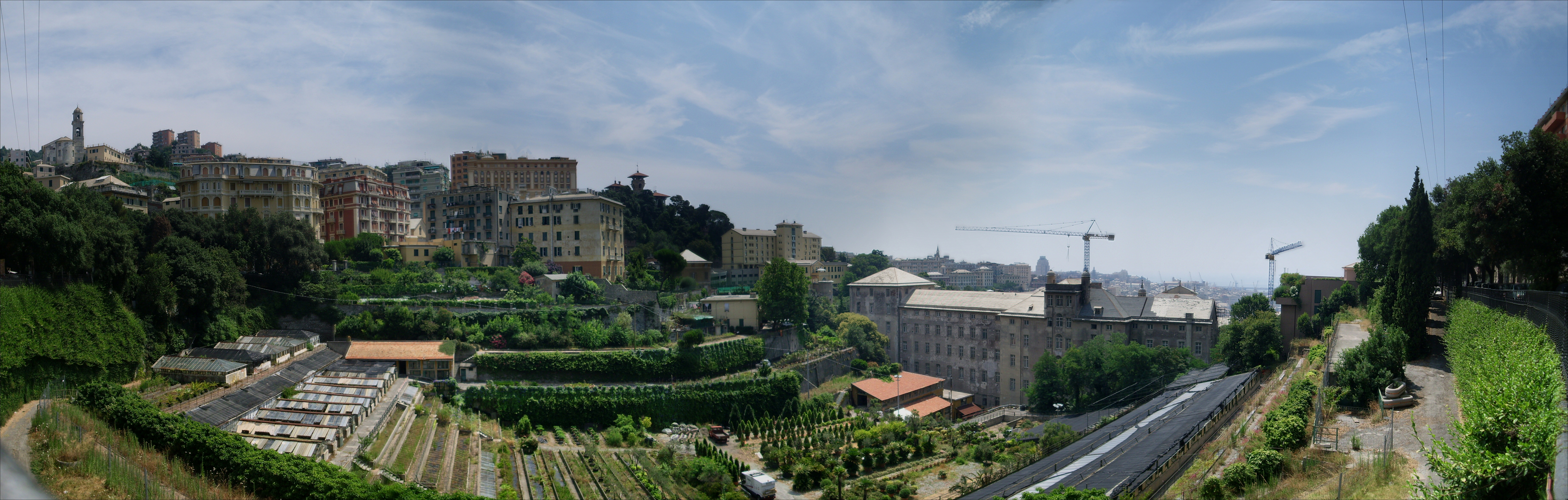
Il vivaio comunale, nella valletta del rio Carbonara, alle spalle dell'Albergo dei Poveri

L'ampia curva che abbraccia la valletta del rio Carbonara, alle spalle dell'Albergo dei Poveri, si affaccia sulle serre del vivaio comunale. Alcuni tratti di questo lungo viale offrono inquadrature panoramiche sulla città storica e sul Porto Antico.
All'estremità orientale della circonvallazione si trova Piazza Manin, realizzata come raccordo tra la stessa circonvallazione, via Assarotti, che scende verso piazza Corvetto, e via Montaldo, strada di collegamento con i quartieri della Val Bisagno.

##### Le vie di risalita dal centro

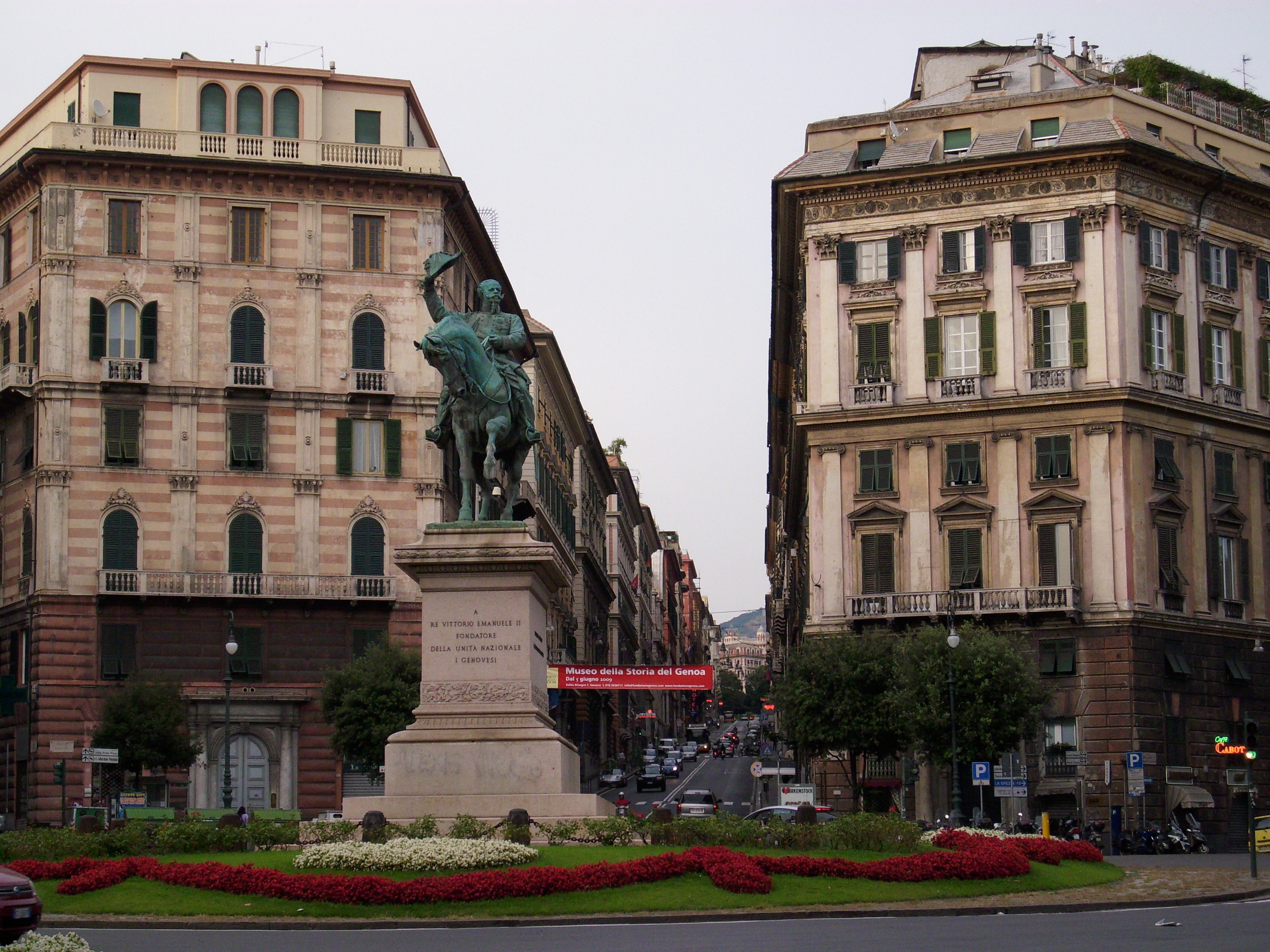
Via Assarotti da piazza Corvetto

Le vie principali che dal centro salgono verso Castelletto sono via Assarotti e via Palestro (da Piazza Corvetto), via Caffaro (da piazza del Portello), via Brignole-De Ferrari e corso Carbonara (da Piazza della Nunziata), salita della Provvidenza - via Sant'Ugo (dalla Stazione di Genova Principe); le principali vie di collegamento con la Val Bisagno sono via Montaldo in direzione di Marassi e corso Montegrappa verso San Fruttuoso.
Via Assarotti è l'asse portante dell'espansione urbanistica ottocentesca; larga 15 m, quindi assai ampia per quei tempi, fu progettata come strada residenziale per élite alto-borghesi, con i prospetti degli edifici ispirati alle facciate manieriste del Cinquecento.
Le altre strade di espansione urbana create nell'Ottocento (via Palestro, via Caffaro e via Pertinace) sono collegate alla circonvallazione a monte con scenografiche scalinate, uno dei più tipici elementi paesaggistici della città ottocentesca, oggi affiancate da collegamenti stradali.

### Autostrade
I caselli autostradali più vicini sono quelli di Genova-Est sull'Autostrada A12, Genova - Livorno, nel quartiere di Staglieno, oppure Genova-Ovest sull'Autostrada A7, Genova - Milano, entrambi a circa 6 km dal centro del quartiere.

### Ferrovie

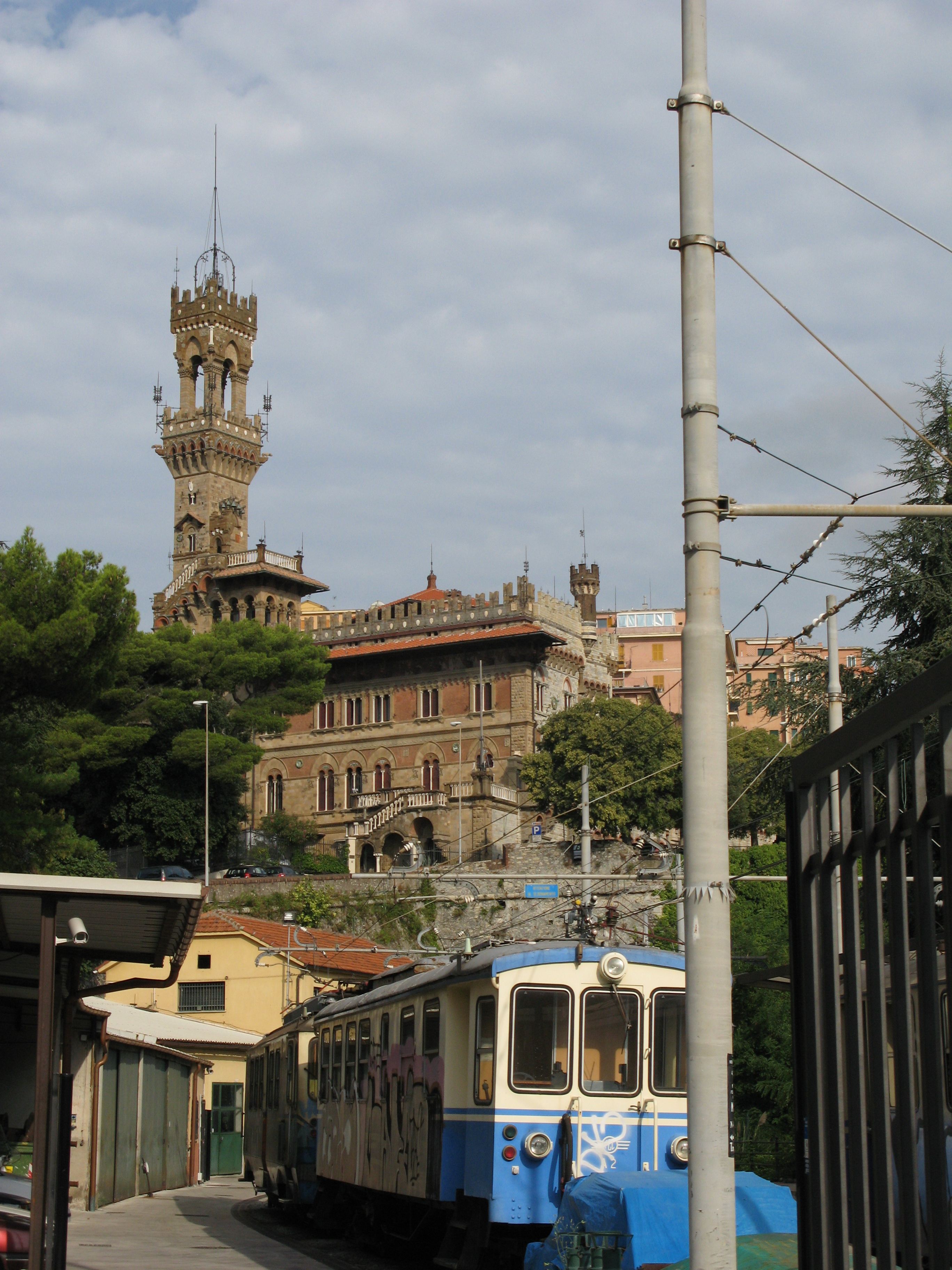
La stazione della ferrovia Genova-Casella, sullo sfondo del Castello Mackenzie

La stazione ferroviaria della rete nazionale più vicina è quella di Genova piazza Principe, a circa 1 km di distanza.

#### Ferrovia Genova - Casella
A poca distanza da piazza Manin, nei pressi del Castello Mackenzie, si trova il capolinea genovese della ferrovia Genova - Casella, linea a scartamento ridotto che collega il capoluogo ligure con Sant'Olcese, nell'alta Val Polcevera, e Casella, in Valle Scrivia. Entrato in funzione nel 1929, l'impianto ha oggi una funzione soprattutto turistica ma è utilizzato quotidianamente anche da lavoratori e studenti pendolari.

### Funicolari
Un elemento caratteristico del panorama urbano genovese sono le funicolari e gli ascensori pubblici, gestiti dall'AMT, che collegano il centro cittadino ai quartieri collinari, costruiti tra la fine dell'Ottocento e la prima metà del Novecento, la maggior parte dei quali si trovano nella zona di Castelletto.

#### Funicolare Sant'Anna
Il primo di questi impianti è stato la funicolare di Sant'Anna, che collega piazza del Portello a Corso Magenta, entrata in servizio nel 1891. In origine la funicolare di Sant'Anna funzionava con un originale sistema di azionamento ad acqua; l'impianto nel 1979 è stato completamente rifatto e convertito a trazione elettrica..

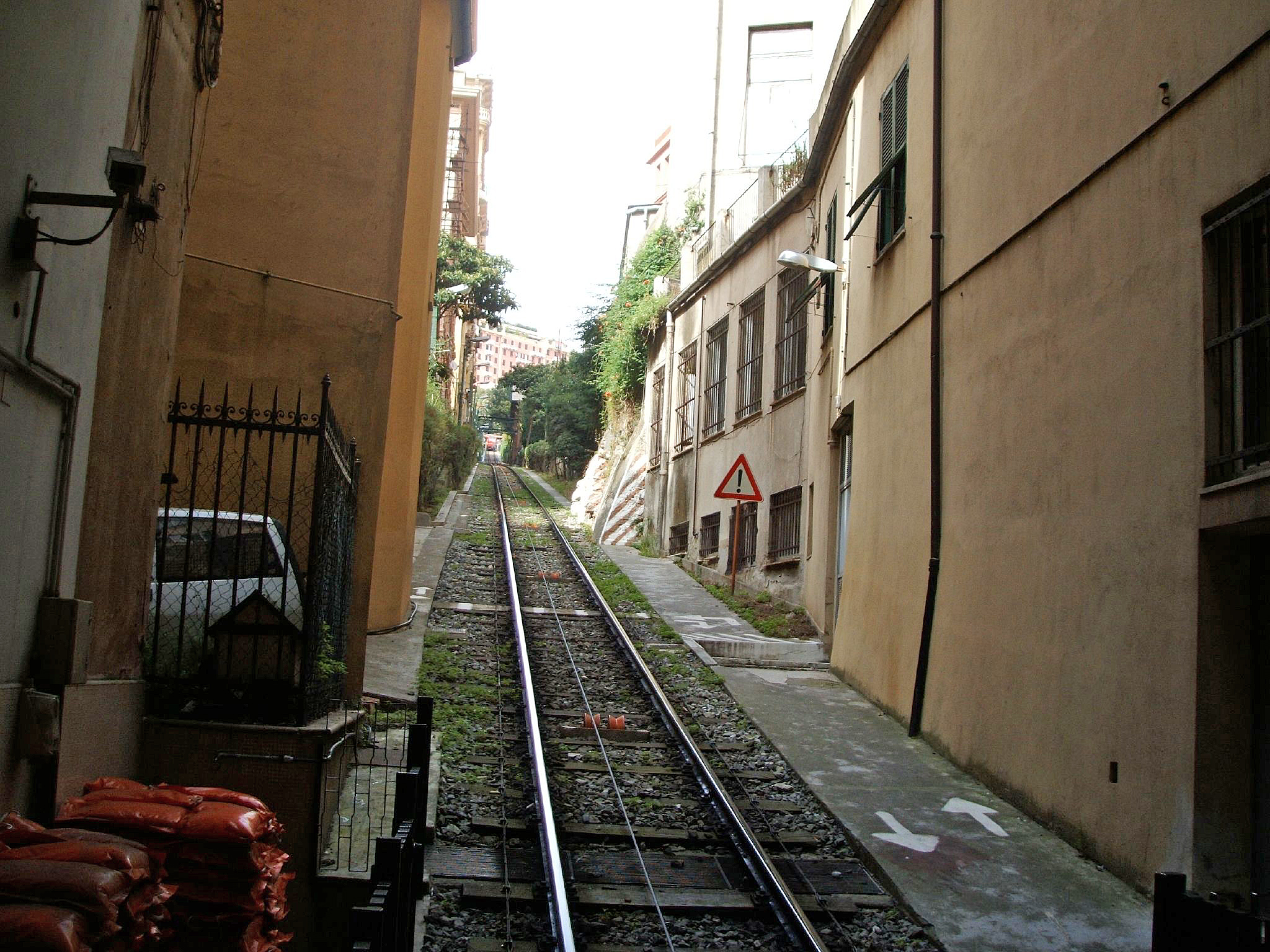
Il percorso della funicolare Sant'Anna visto dalla stazione di valle
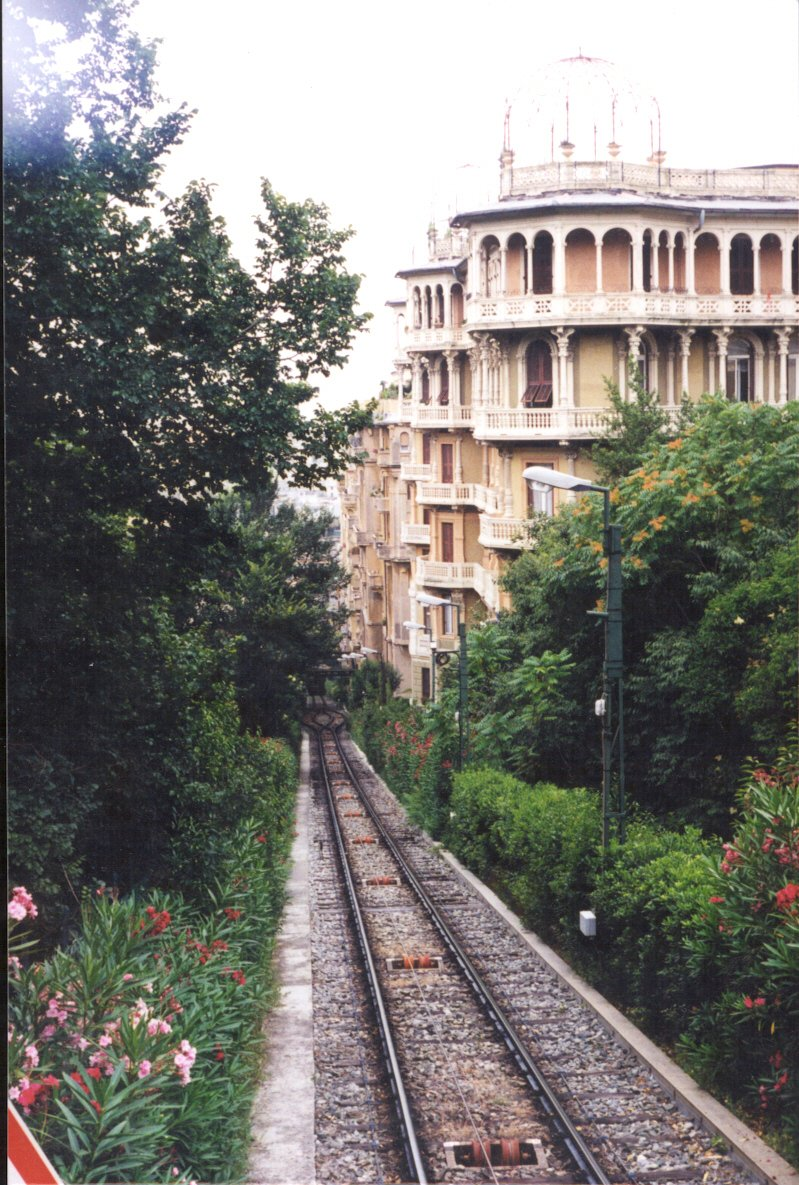
Il percorso della funicolare Sant'Anna visto dalla stazione di monte
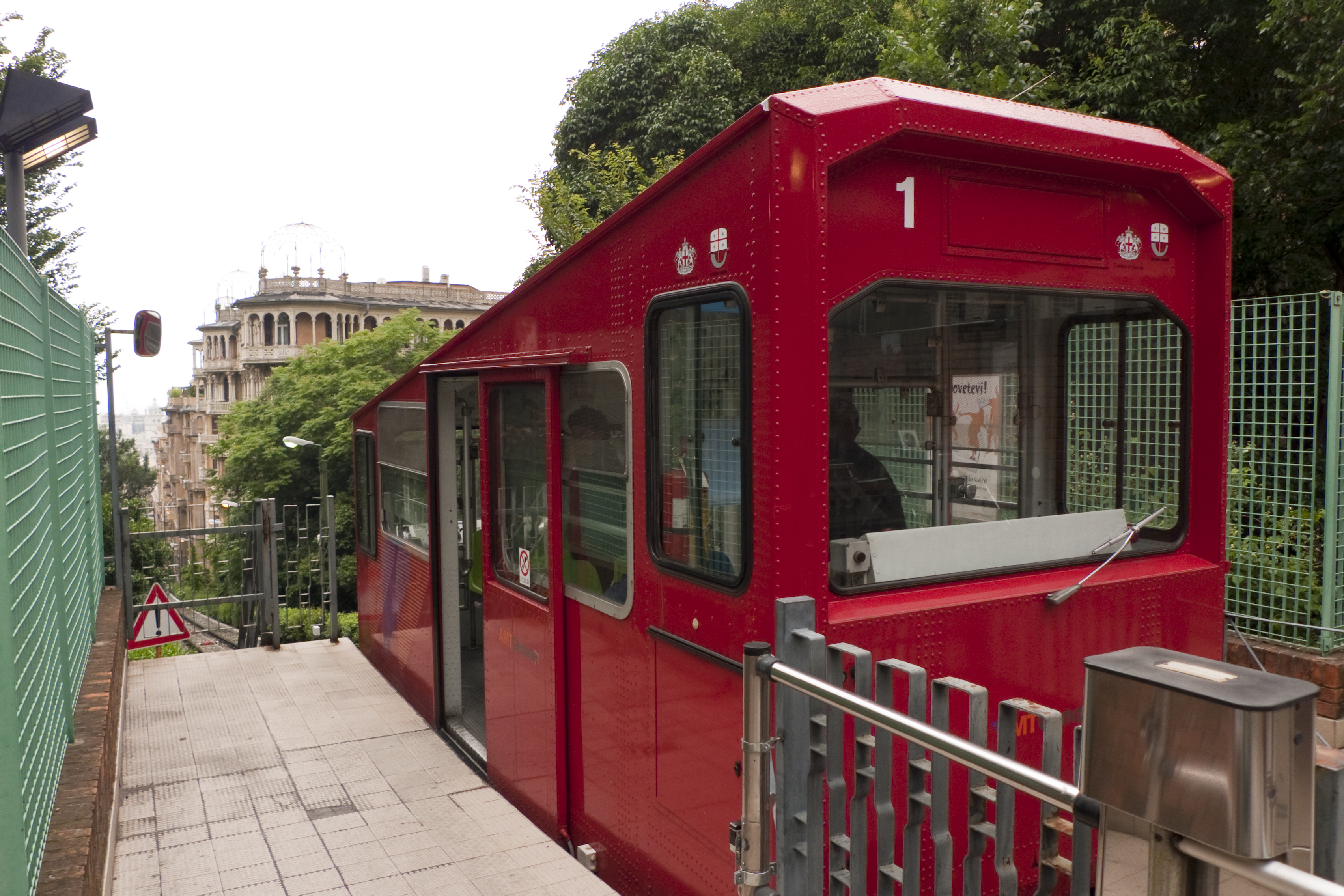
Funicolare Sant'Anna: vettura nella stazione di monte
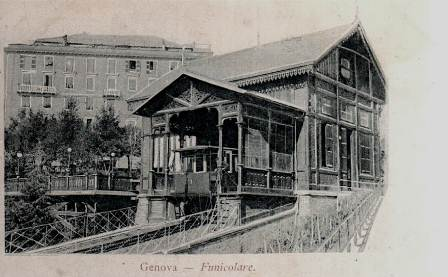
Funicolare Sant'Anna: antica stazione di monte, non più esistente
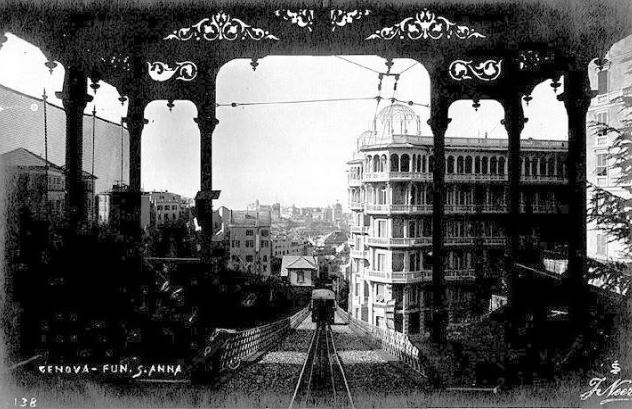
Funicolare Sant'Anna: Vista dall'antica stazione di monte
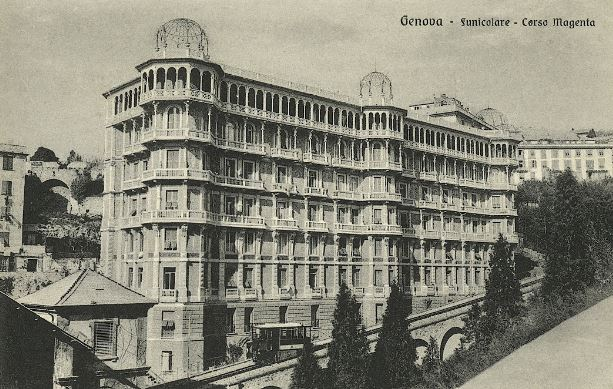
Funicolare Sant'Anna nella prima meta' del Novecento

#### Funicolare Zecca-Righi
La funicolare Zecca-Righi collega largo Zecca alle alture del Righi. La pendenza media è del 19,91% mentre la pendenza massima è del 35%. Compresi i due capilinea, le stazioni sono sette.

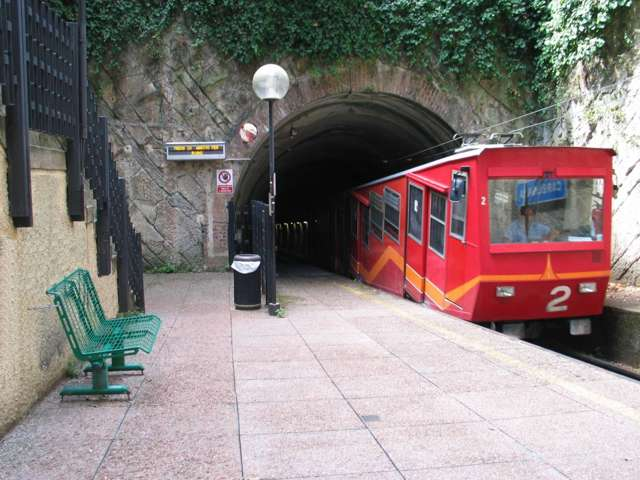
La stazione "Carbonara" della funicolare Zecca-Righi
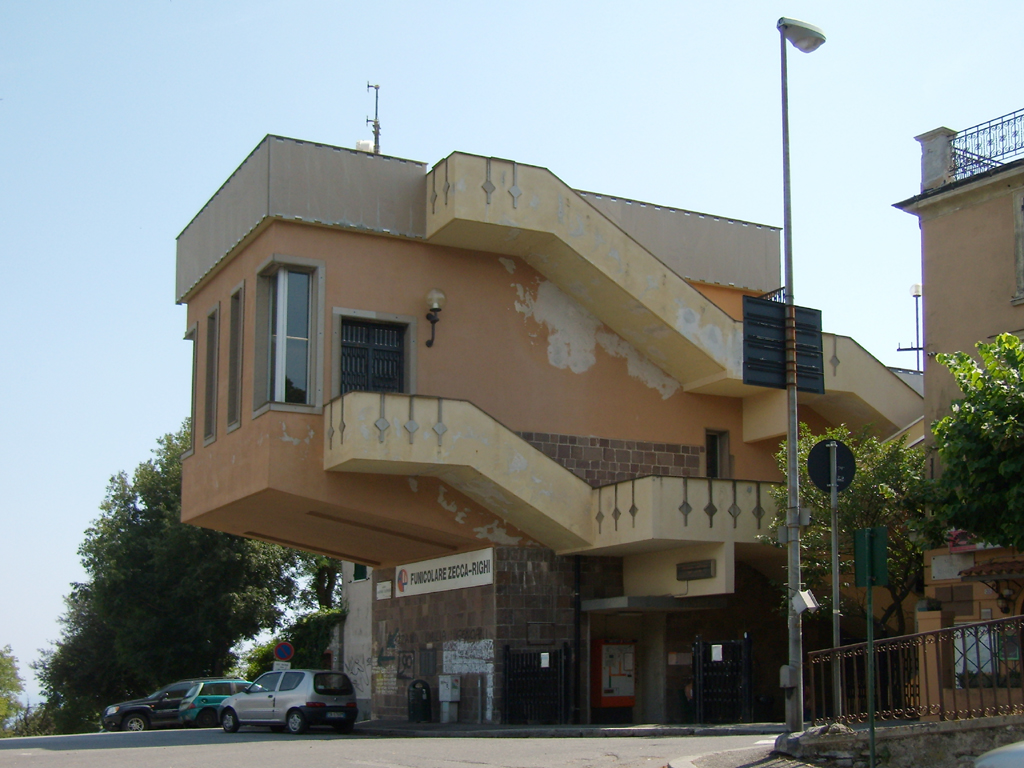
La stazione a monte della funicolare Zecca-Righi
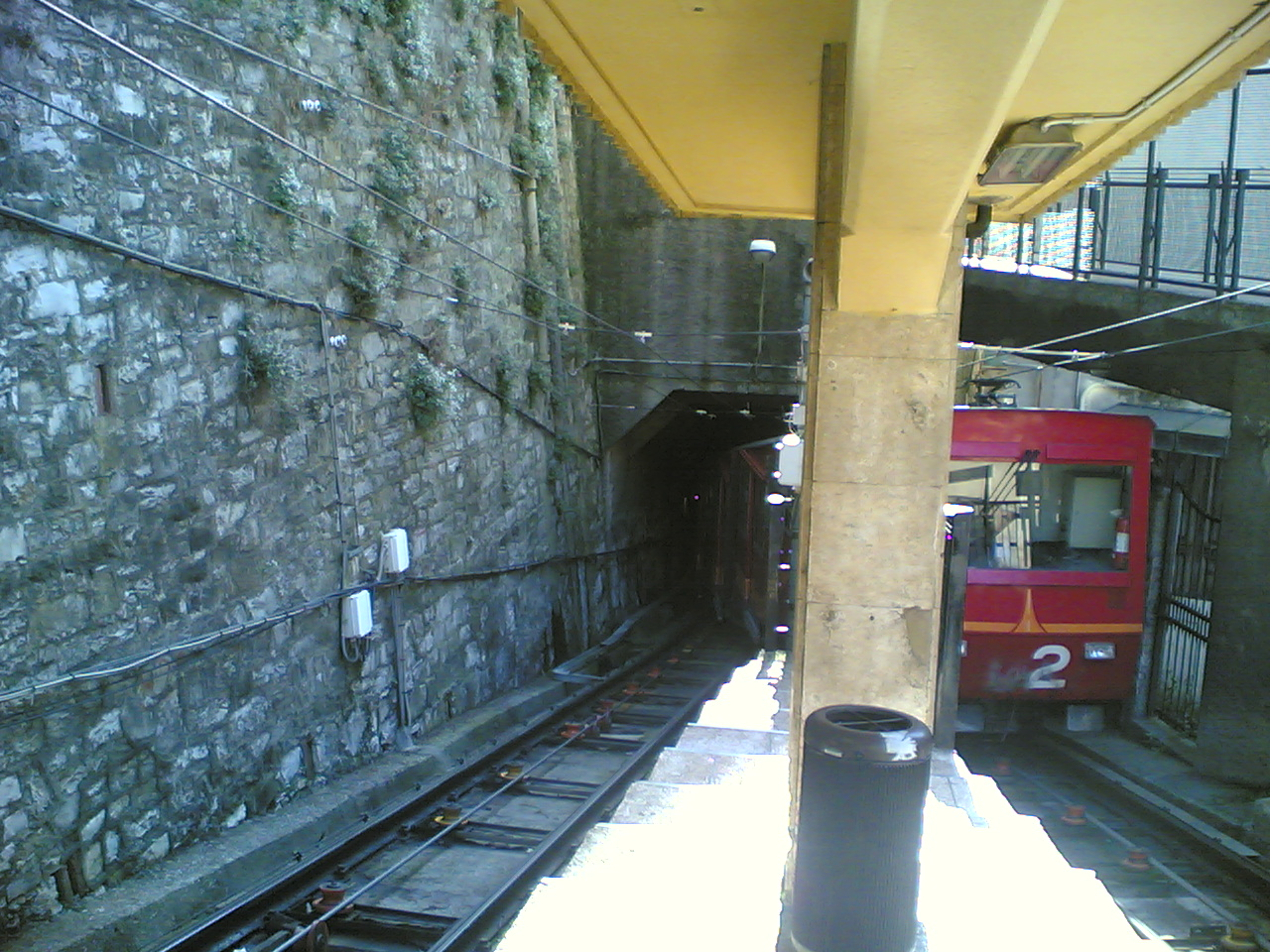
Funicolare Zecca-Righi
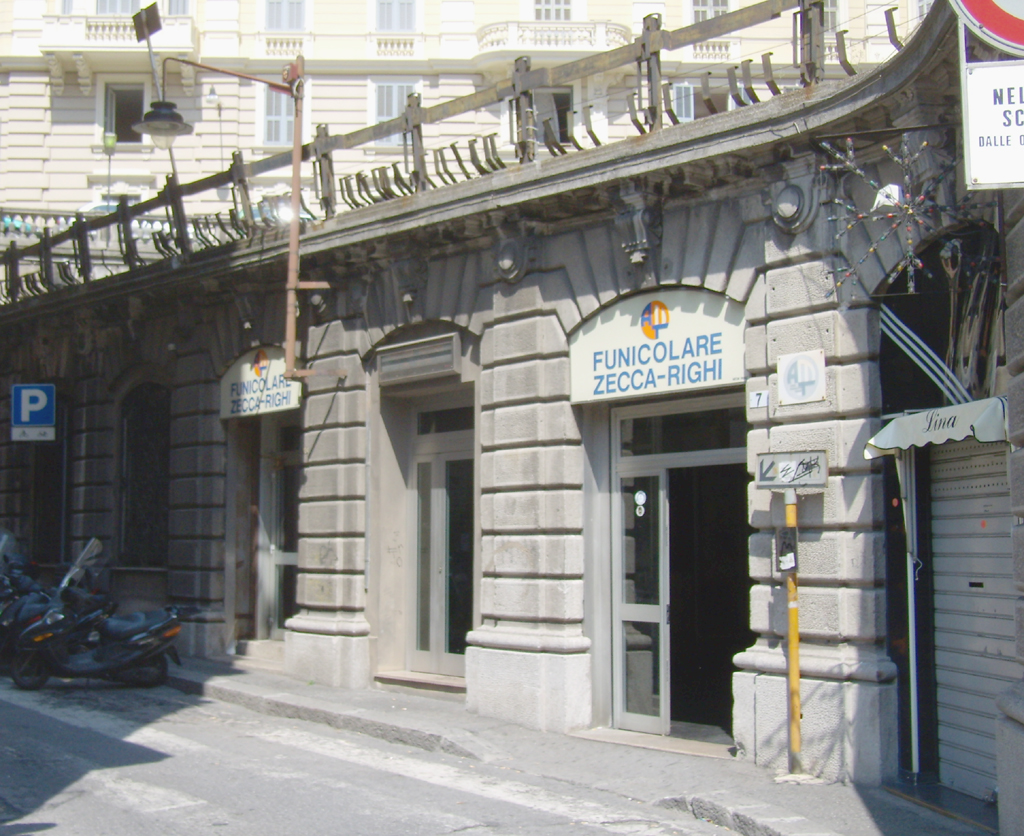
Funicolare Zecca-Righi
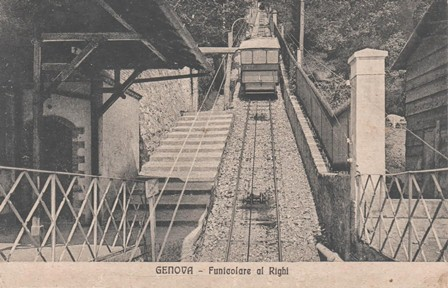
Funicolare Zecca-Righi
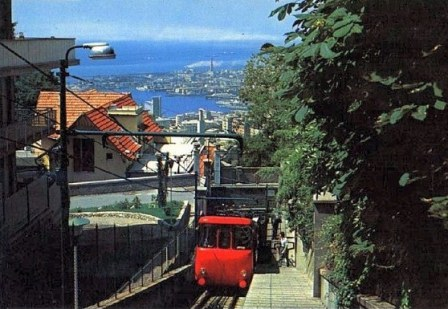
Funicolare Zecca-Righi

### Ascensori pubblici
Diversi sono gli ascensori pubblici, entrati in funzione tra il 1909 e gli anni trenta ad iniziativa privata per collegare l'asse viario di circonvallazione a monte di fine Ottocento con l'urbanizzazione più recente nella parte superiore del quartiere. Alcuni di essi, come quello da Passo Barsanti a Via Cancelliere, sono entrati in disuso con l'inizio del trasporto pubblico su gomma e sono stati dismessi. Quelli ancora utilizzati, oggi gestiti da AMT Genova, sono cinque.

#### Ascensore di Castelletto Levante (Portello-Castelletto).
Questo storico impianto che collega la centrale piazza del Portello con Belvedere Montaldo, caratterizzato dalla torretta in stile liberty della stazione di arrivo, fu inaugurato nel 1909. Noto comunemente come "l'ascensore di Castelletto", ha un dislivello di 57 metri. Come la funicolare del Righi, è citato in una poesia di Giorgio Caproni (1912-1990) dal titolo "L'ascensore".

#### Ascensore Castelletto Ponente (Galleria Garibaldi-Castelletto).
Costruito nel 1929 nelle immediate vicinanze del precedente, non ha mai ottenuto particolare favore nell'utenza a causa della poco felice collocazione della stazione a valle raggiungibile solo attraverso la galleria stradale Giuseppe Garibaldi, tra piazza del Portello e largo Zecca. Al lato opposto della galleria si trova un'altra galleria pedonale, raggiungibile tramite un attraversamento regolato da semaforo, che porta in piazza della Meridiana nelle immediate vicinanze di via Garibaldi. La stazione a monte si trova in via Gaetano Colombo. Le due cabine di questo ascensore, che possono trasportare 27 persone, sono tuttora in legno. Il dislivello di questo ascensore è di 61 metri.

#### Ascensore Via Balbi-Corso Dogali, detto "di Montegalletto".
Da via Balbi, a poca distanza dalla stazione di Genova Piazza Principe, porta a corso Dogali, di fronte al Castello d'Albertis. Costruito nel 1929, con i suoi 72 metri di dislivello è il più lungo tra gli ascensori pubblici genovesi. Costruito nel 1929, è stato trasformato nel 2004 in impianto traslatore-sollevatore.

#### Ascensore Magenta-Crocco
Rappresenta la naturale prosecuzione della funicolare Sant'Anna collegando corso Magenta, nei pressi della stazione a monte della funicolare, con via Antonio Crocco nella parte superiore del quartiere, a fianco della scuola San Paolo. Tra la stazione a valle, che ha un'uscita anche su via Acquarone, e quella a monte c'è un dislivello di 49 metri. È entrato in funzione nel 1933 ed è stato rimodernato nel 2007.

#### Ascensore Manin-Contardo
Ha un dislivello di 32 metri e collega corso Armellini, nel punto più orientale della circonvallazione a monte nei pressi di piazza Manin e di via Assarotti, con via Contardo. È stato costruito nel 1941 e copre un dislivello di 32 metri.